# Relaciones exteriores de Israel
     Países que reconocen al Estado de Israel     Países que han suspendido relaciones con el Estado de Israel     Países que han revocado su reconocimiento del Estado de Israel     Países que nunca han reconocido al Estado de Israel

Las relaciones exteriores de Israel son el conjunto de lazos diplomáticos, políticos, económicos, sociales, y de intercambio cultural, científico, deportivo y tecnológico, que el Estado de Israel sostiene en mayor o menor medida con otros países del mundo. Israel es miembro de la Organización de las Naciones Unidas desde el 11 de mayo de 1949 y en 2022 mantiene relaciones diplomáticas formales con 168 países de los 192 Estados miembro de las Naciones Unidas y tiene abiertas sus fronteras con dos de sus vecinos, Egipto y Jordania, después de firmar los tratados de paz en 1979 y 1994 respectivamente. En 2020, Israel firmó acuerdos que establecen relaciones diplomáticas con cuatro países de la Liga Árabe, Baréin, Emiratos Árabes Unidos, Sudán y Marruecos.
Las relaciones exteriores de Israel están influenciadas principalmente por su situación estratégica en el Medio Oriente, que abarca, entre otras cuestiones, el conflicto árabe-israelí y el conflicto con Irán, particularmente sobre el programa nuclear de Irán. Por lo tanto, los objetivos de la política exterior del Estado judío han sido superar el aislamiento diplomático y lograr el reconocimiento y las relaciones amistosas con tantas naciones como sea posible, tanto en la región del Oriente Medio como más allá. Israel practica la diplomacia abierta y secreta para promover objetivos nacionales, por ejemplo, el intercambio comercial y la cooperación en ciencia y tecnología, la importación de materias primas, la participación en suministros militares, así como la exportación de armas y asistencia militar, la cooperación de inteligencia con sus aliados y el intercambio de prisioneros de guerra y otros arreglos para la liberación de rehenes. También ha tratado de fomentar una mayor inmigración judía a Israel y proteger a las comunidades judías vulnerables en la diáspora, para ofrecer ayuda a los países en desarrollo así como también brindar asistencia a los países que enfrentan catástrofes humanitarias.
Las relaciones cercanas con Estados Unidos, han sido por décadas el eje de la política exterior de Israel. Desde el establecimiento del Estado de Israel en 1948 hasta la Revolución iraní y la caída de la dinastía Pahlaví en 1979, Israel e Irán mantuvieron relaciones cercanas. Irán fue el segundo país con población mayoritariamente musulmana en reconocer a Israel como una nación soberana solo después de Turquía. Durante la segunda mitad del siglo veinte, Israel desarrolló un extenso programa de ayuda internacional y de educación en África, mandando expertos en agricultura, administración de agua y salud.
Durante la primera década de los años 2000's, el Ministerio de Relaciones Exteriores advirtió que con la creciente influencia de la Unión Europea en el sistema internacional, Israel podría quedar aislado de los asuntos globales. A raíz de una serie de problemas en las relaciones diplomáticas con Turquía y la llegada al poder de los Hermanos Musulmanes en Egipto en 2011, Israel ha tenido menos relaciones con esos países. Durante el mismo periodo, las relaciones de Israel con otros países fueron mejorando, en Europa con Grecia y Chipre formaron el Triángulo Energético y en Asia con China e India, principalmente se debió al crecimiento económico y tecnológico de Israel. Las relaciones de Israel con Egipto mejoraron desde que los Hermanos Musulmanes fueron removidos del poder, mientras que las relaciones con Turquía han sido irregulares desde el año 2010. Las fronteras con Palestina permanecen abiertas aunque bajo fuertes restricciones israelíes, ya que Israel mantiene ocupada y parcialmente administrada Cisjordania desde 1967. Las fronteras con Siria y Líbano, por su parte, están absolutamente clausuradas.

## Miembro de Organizaciones Internacionales

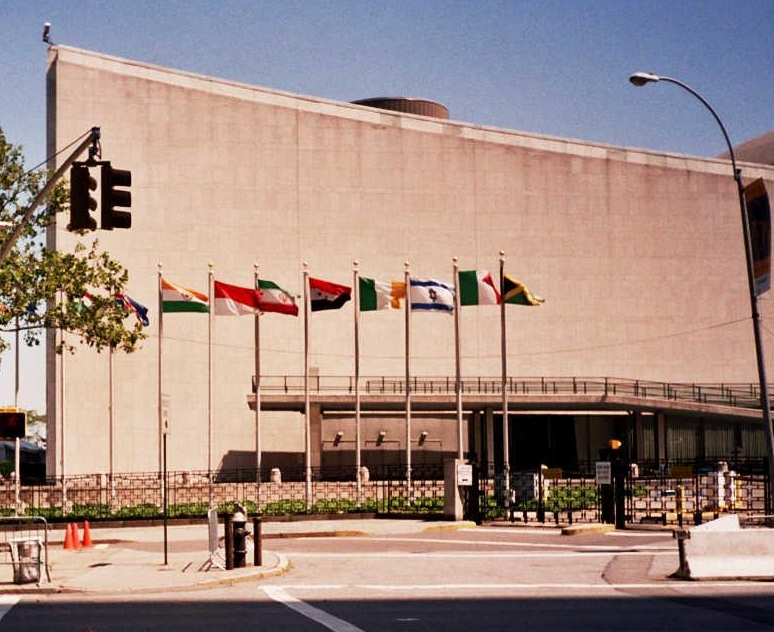
Bandera de Israel en el edificio de las Naciones Unidas en Nueva York.

La primera organización internacional a la que el gobierno de Israel se unió, fue la International Wheat Council, establecida como parte del Programa Four Points, con el objetivo de ayudar a los países en desarrollo para que tuvieran un mayor desarrollo económico, esto ocurrió a inicios de 1949. Desde el 11 de mayo de 1949, el Estado de Israel pertenece a la Organización de las Naciones Unidas.
Israel es miembro de los organismos especializados de las Naciones Unidas, incluyendo la Organización de las Naciones Unidas para la Educación, la Ciencia y la Cultura (Unesco), el Alto Comisionado de las Naciones Unidas para los Refugiados (ACNUR) y la Organización de las Naciones Unidas para la Alimentación y la Agricultura (FAO). Israel también participa en otras organizaciones internacionales como el Organismo Internacional de Energía Atómica (OIEA) y la Organización Mundial de la Salud (OMS).
Dentro de la Unesco, Israel es miembro de muchos programas internacionales y organizaciones. En el área de ciencias, Israel es un miembro activo del Programa sobre el Hombre y la Biosfera, la Comisión Intergubernamental de Oceanografía, el Programa Internacional Hidrológico, el Centro Internacional para la Experimentación de Ciencias Aplicadas en el Medio Oriente y el Programa Internacional de Ciencias de la Tierra. Otras organizaciones de las cuales Israel es un miembro activo son: el Movimiento Educación para Todos, el Centro Europeo de Educación Superior, el Comité Mundial del Patrimonio, el Centro Internacional para el Estudio de la Preservación y Restauración de la Propiedad Cultural y del Consejo Internacional de Monumentos y Sitios. Las relaciones se llevan a cabo a través de la Comisión Nacional de Israel para la Unesco.
Israel pertenece al Programa de Investigación para el Desarrollo Tecnológico de la Unión Europea desde 1994, y es miembro de la Organización Europea para la Investigación Nuclear (CERN),  de la Organización Europea de Biología Molecular (en inglés European Molecular Biology Organization) y del Laboratorio Europeo de Biología Molecular (en inglés European Molecular Biology Laboratory). Y desde el año 2013 es miembro del Banco de Pagos Internacionales.
El 10 de mayo de 2010, Israel fue invitado a unirse a la Organización para la Cooperación y el Desarrollo Económicos (OCDE). Israel es miembro del foro del Diálogo Mediterráneo (en inglés Mediterranean Dialogue) por parte de la Organización del Tratado del Atlántico Norte. En el año 2014 Israel se unió al Club de París.

## Relaciones Diplomáticas
Después del establecimiento del Estado de Israel en 1948, Israel fue sometido a diversos boicots, realizados por la Liga Árabe para aislar las relaciones diplomáticas del Estado israelí. Actualmente, Israel tiene relaciones diplomáticas con 168 países de los 192 Estados miembro de las Naciones Unidas, así como con el estado no miembro de las Naciones Unidas, la Santa Sede y la Unión Europea. Algunos estados reconocen a Israel como un estado, pero no tienen relaciones diplomáticas con él. Varios países habían tenido relaciones diplomáticas con Israel, pero las han roto o suspendido (en Latinoamérica; Cuba y Venezuela, en la Liga Árabe; Mauritania, en la África no árabe; Chad, Malí y Níger y con Irán hasta la Revolución Islámica). Algunos de estos países ya han reanudado relaciones diplomáticas con Israel. Así mismo, un número considerable de países (todos miembros de la Liga Árabe) alguna vez tuvieron relaciones económicas formales (principalmente comerciales) con Israel, pero se quedaron un poco cortos en las relaciones diplomáticas y decidieron cortar esas relaciones económicas (Marruecos, Omán, Catar y Túnez). 

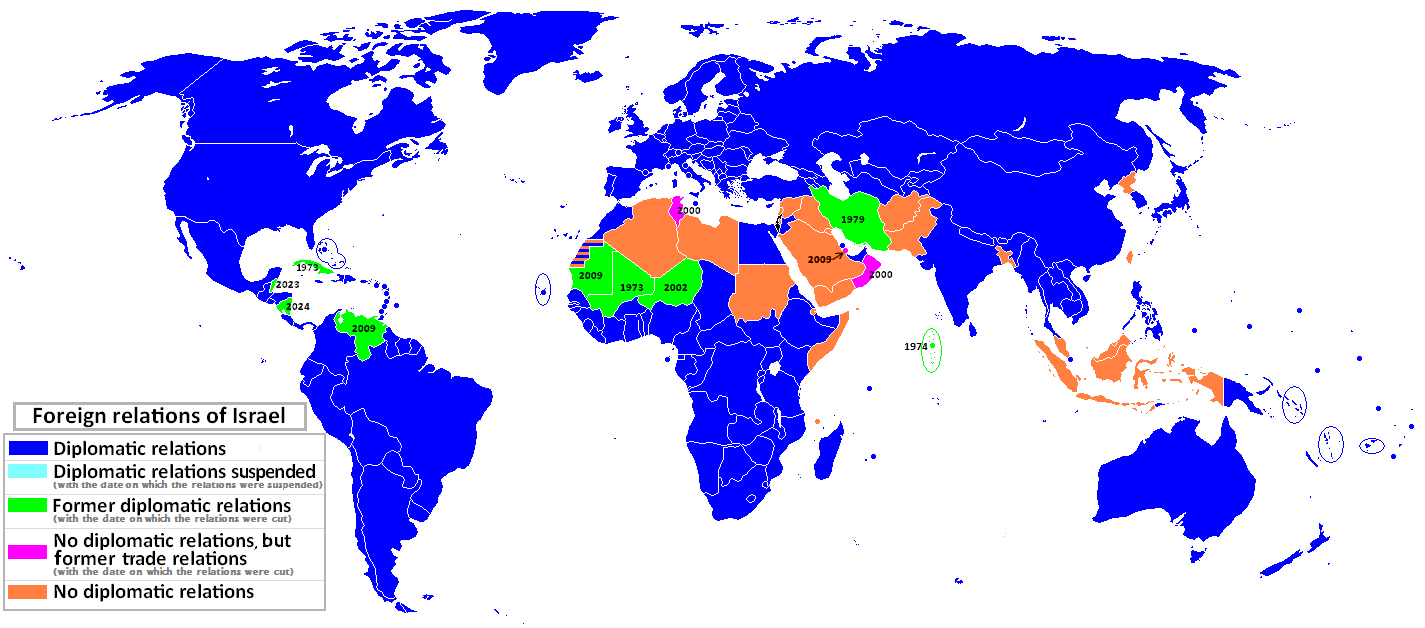
Mapa mundial mostrando el estatus de las relaciones diplomáticas de Israel.

### No reconocimiento o Relaciones Diplomáticas

Países que no reconocen al Estado de Israel.

#### Estados miembros de la Organización de las Naciones Unidas
Hasta el día de hoy, hay un total de 31 Estados miembros de las Naciones Unidas que no reconocen al Estado de Israel o que no tienen relaciones diplomáticas con este. De los 30 Estados miembros de las Naciones Unidas, 17 son Estados miembros de la Liga Árabe (tiene un total de 21 miembros): Argelia, Comoras, Yibuti, Irak, Kuwait, Líbano, Libia, Marruecos, Omán, Catar, Arabia Saudita, Somalia, Sudán, Siria, Túnez, Emiratos Árabes Unidos y Yemen (las excepciones son Egipto, Jordania, Emiratos Árabes Unidos y Baréin),10 son miembros de la Organización para la Cooperación Islámica: Afganistán, Bangladés, Chad, Indonesia, Irán, Malasia, Malí, Níger y Pakistán, así como Bután, Cuba y Corea del Norte. Algunos de estos países aceptan los pasaportes israelíes y reconocen otras situaciones referentes a la soberanía de Israel. Los siguientes países son aquellos que no tienen relaciones diplomáticas (periodo que mantuvieron relaciones en paréntesis):
- África:

Argelia; Chad (1960–1972); Comoras; Yibuti; Libia; Malí (1960–1973); Marruecos (1994–2000); Mauritania (2000–2009); Níger (1960–1973, 1996–2002); Somalia; Sudán; y Túnez (1996–2000),
(Argelia, Libia, Somalia y Sudán no reconocen el Estado de Israel.)
- América:

Bolivia (1950–2009), (2019-2023); Cuba, (1950–1973); Nicaragua (1948–1982), (1992–2010) (2017-2024)); y Venezuela (1950–2009).
- Este de Asia:

Corea del Norte. (No reconoce a Israel como un estado.)
- Medio Oriente:

Irán (1948–1951, 1953–1979); Irak; Kuwait; Líbano; Omán (1996–2000); Catar (1996–2009); Arabia Saudita; Siria y Yemen.
(Irán, Irak, Kuwait, Líbano, Arabia Saudita, Siria,  y Yemen no reconocen a Israel.)
- Sur y Centro de Asia:

Afganistán; Bangladés; Bután (el cual solo tiene relaciones diplomáticas con 53 países); y Pakistán.
(Afganistán, Bangladés, y Pakistán no reconocen a Israel como estado.)
- Sureste de Asia:

Brunéi; Malasia; e Indonesia,
(Ninguno de estos países reconoce a Israel.)

#### Estados no miembros de las Naciones Unidas
Israel no tiene relaciones diplomáticas con los siguientes estados o entidades: 

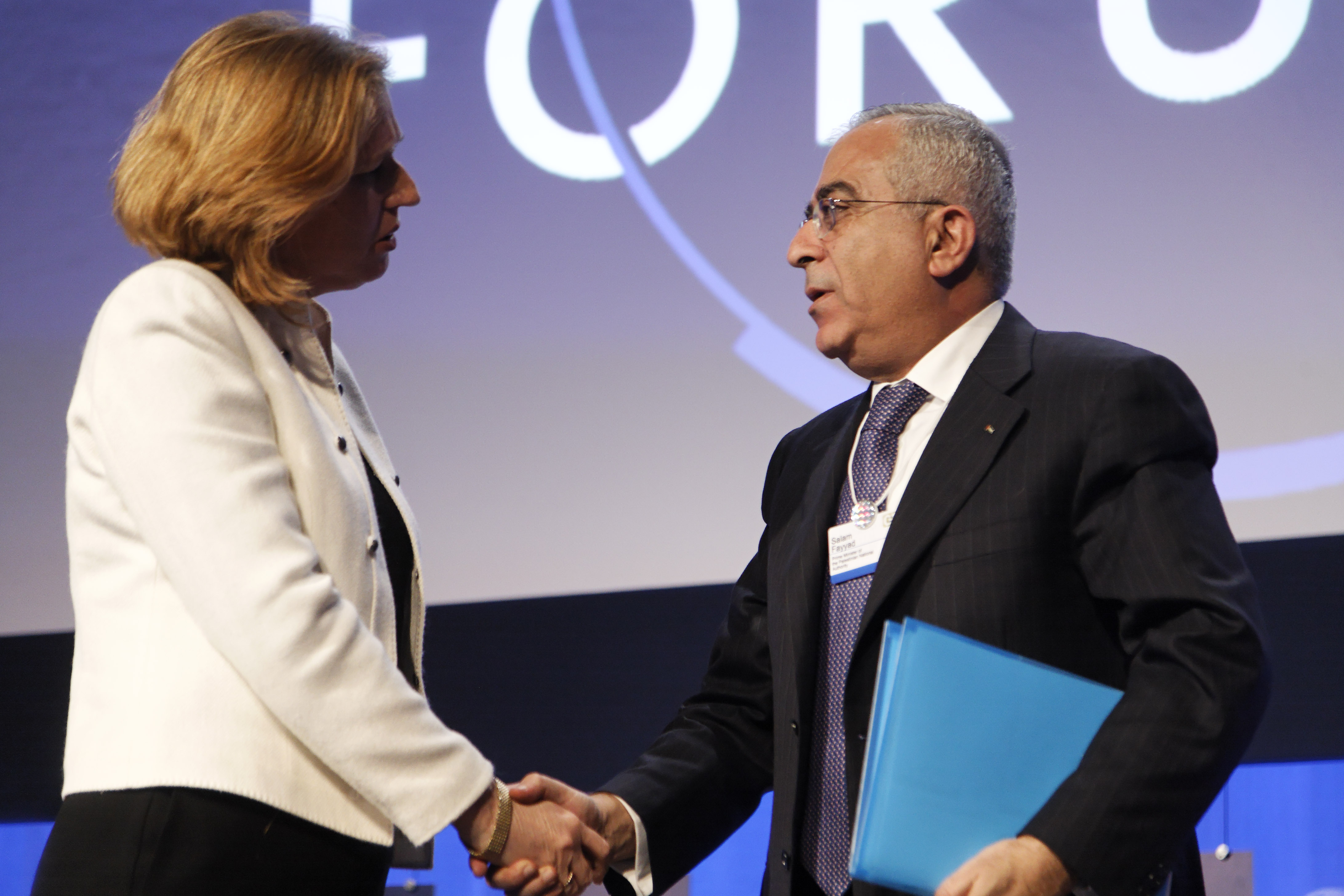
Tzipi Livni estrechando manos con Salam Fayyad, 2008.

- República de China (Taiwán), quien reconoce a Israel, pero oficialmente no tienen relaciones diplomáticas (aunque tienen relaciones no oficiales) porque Israel tiene el reconocimiento de la República Popular China.
- Estados con reconocimiento limitado:

Abjasia; Kosovo; Nagorno-Karabaj; República Turca del Norte de Chipre; Estado de Palestina; República de Saharaui (la cual no reconoce a Israel como un estado);[cita requerida] Somalilandia; Osetia del Sur; y Transnistria.(Israel no ha reconocido la independencia de ninguna de estas entidades.)
- Orden de Malta.

### Reconocimiento parcial
Oficialmente Comoras no tiene relaciones diplomáticas con Israel, pero ambos países tienen tratados bilaterales.
Aunque la misiones diplomáticas israelíes en Marruecos y Omán fueron cerradas en el año 2000, los tratados y relaciones económicas continúan. [cita requerida] El turismo israelí en Marruecos es alentado por la Federación Mundial de Judíos Marroquíes (en inglés World Federation of Moroccan Jewry), una organización no gubernamental de judíos.
Los ciudadanos de Israel si pueden entrar a Corea del Norte con pasaportes israelíes, pero como cualquier otro extranjero se les pide que depositen sus pasaportes con las autoridades locales y tienen que utilizar la documentación local para turistas.

## África del Norte y Medio Oriente

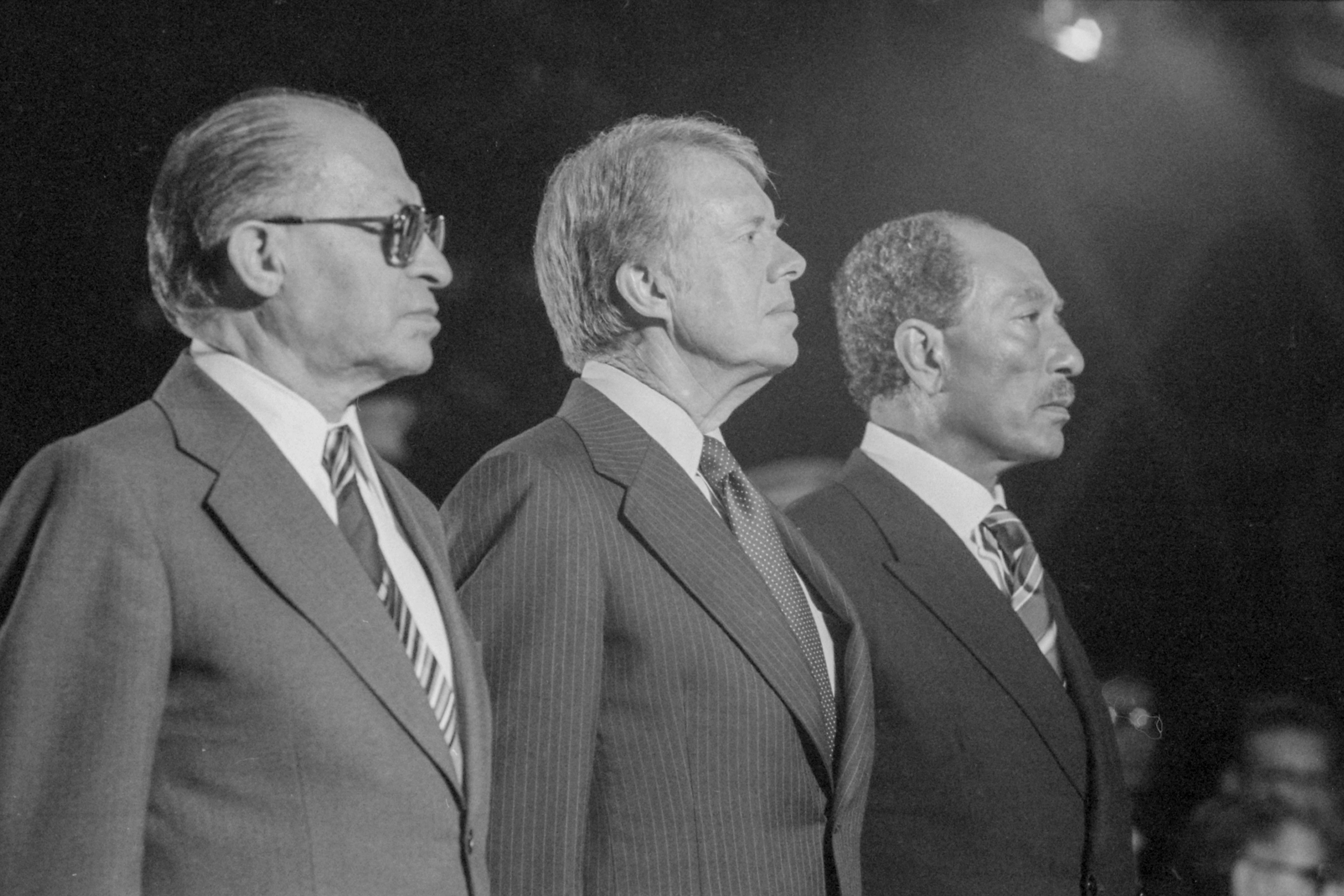
Menachem Begin, Jimmy Carter y Anwar Sadat en Camp David.

El 1.º de octubre de 1994, los países del Golfo Pérsico anunciaron su apoyo para realizar una revisión al boicot árabe, aboliendo el segundo y tercer boicot en contra de Israel.

### Arabia Saudita
En el año 2005, Arabia Saudita anunció el fin de la prohibición de bienes y servicios israelíes, principalmente debido a su aplicación a la Organización Mundial del Comercio, donde un país miembro no puede tener prohibiciones con otro. Sin embargo, el boicot de Arabia Saudita no fue cancelado.
En años recientes, Arabia Saudita ha cambiado su punto de vista respecto a la importancia de negociar con Israel. En junio de 1967, Marruecos le pidió a Israel que renunciara a los territorios ocupados para mantener la paz entre los países árabes; posteriormente el entonces Príncipe Abdullah extendió una iniciativa multilateral para llegar a un acuerdo de paz, basándose en la retirada del año 2002. En ese tiempo, Israel no respondió a la oferta. En el año 2007, Arabia Saudita apoyó oficialmente una resolución al conflicto árabe-israelí, el cual apoyaría completamente la libertad de los refugiados palestinos de mudarse a Israel, esto generó una reacción negativa por parte de autoridades israelíes.
A partir del establecimiento de relaciones diplomáticas entre Emiratos Árabes Unidos e Israel, Arabia Saudita permite utilizar el espacio aéreo para vuelos entre ambos países.

### Argelia
A mediados de la década de los 1990's, mientras Israel y los países del norte de África comenzaban lentamente a establecer relaciones diplomáticas, Argelia fue de los últimos países en considerar hacer dicho acto. Fue hasta que el primer ministro israelí Ehud Barak se reunió con el presidente de Argelia Abdelaziz Bouteflika en el funeral del Rey de Marruecos Hasán II el 25 de julio de 1999, y se comentó sobre el acercamiento que tuvieron.
Argelia e Israel no tienen relaciones diplomáticas.

### Baréin
A partir del 15 de septiembre de 2020 este país regularizó relaciones diplomáticas con Israel en el Acuerdo de normalización de las relaciones entre Baréin e Israel.
Anteriormente si bien ambos países no tenían relaciones diplomáticas hubo muchos acercamientos, por otra parte la pequeña comunidad judía de Baréin gozaba de protección por parte de las autoridades.

### Catar
Actualmente, Catar e Israel no tienen relaciones diplomáticas, sin embargo ellos mantuvieron relaciones económicas entre 1996 y 2000. Catar es uno de los principales partidarios económicos del grupo antiisraelí Hamás.

### Egipto
Israel tiene relaciones diplomáticas con Egipto, desde la firma del Tratado de paz egipcio-israelí en 1979. Sin embargo, con el fin del régimen de Hosni Mubarak durante la Primavera Árabe en el año 2011, los Hermanos Musulmanes anunciaron que el tratado de paz con Israel sería puesto a un referéndum.
De acuerdo con una encuesta hecha por el gobierno egipcio en el año 2006, donde participaron 1000 egipcios (realizada durante la Guerra de Líbano), 92% de los egipcios veían a Israel como una nación enemiga. En Israel, los Acuerdos de Camp David en 1978, eran apoyados por el 85% los israelíes, de acuerdo con una encuesta del año 2001 realizada por el Centro de Estudios Estratégicos de Jaffe, establecido en Israel.
Egipto ha fungido como mediador en varios acuerdos no oficiales de cese al fuego entre Israel y Palestina.

### Emiratos Árabes Unidos
El 13 de agosto de 2020 se anunció un logro considerable, bajo el auspicio de Estados Unidos, en el camino para recomponer relaciones plenas entre Israel y los Emiratos Árabes Unidos. 41 años después de firmarse el tratado de paz con Egipto, y 26 años después del tratado de paz con Jordania, los Emiratos Árabes Unidos ahora se unen al pequeño grupo de países pragmáticos que no solo comparten intereses con Israel, sino que también están preparados para establecer relaciones públicas y oficiales.
A partir del 15 de septiembre de 2020 ambos países regularizaron relaciones diplomáticas mediante el Acuerdo de normalización de las relaciones entre Emiratos Árabes Unidos e Israel

### Irán
Las relaciones entre Israel e Irán han cambiado; de tener alianzas políticas entre los estados durante la era de la Dinastía Pahlaví a la hostilidad después de la llegada al poder de Ruhollah Jomeini. Mientras que Irán fue el primer país con población mayoritariamente musulmana en reconocer a Israel, los dos estados actualmente no tienen relaciones diplomáticas, debido a que Irán le quitó su reconocimiento como estado independiente a Israel. Para 1979, las autoridades iraníes evitaban utilizar la palabra "Israel" para referirse al país, y en su lugar utilizaban el término "régimen sionista" o el "país que está ocupando Palestina". Los pasaportes iraníes llevan una inscripción que dice: "El portador de este pasaporte tiene prohibido viajar al país que está ocupando Palestina".

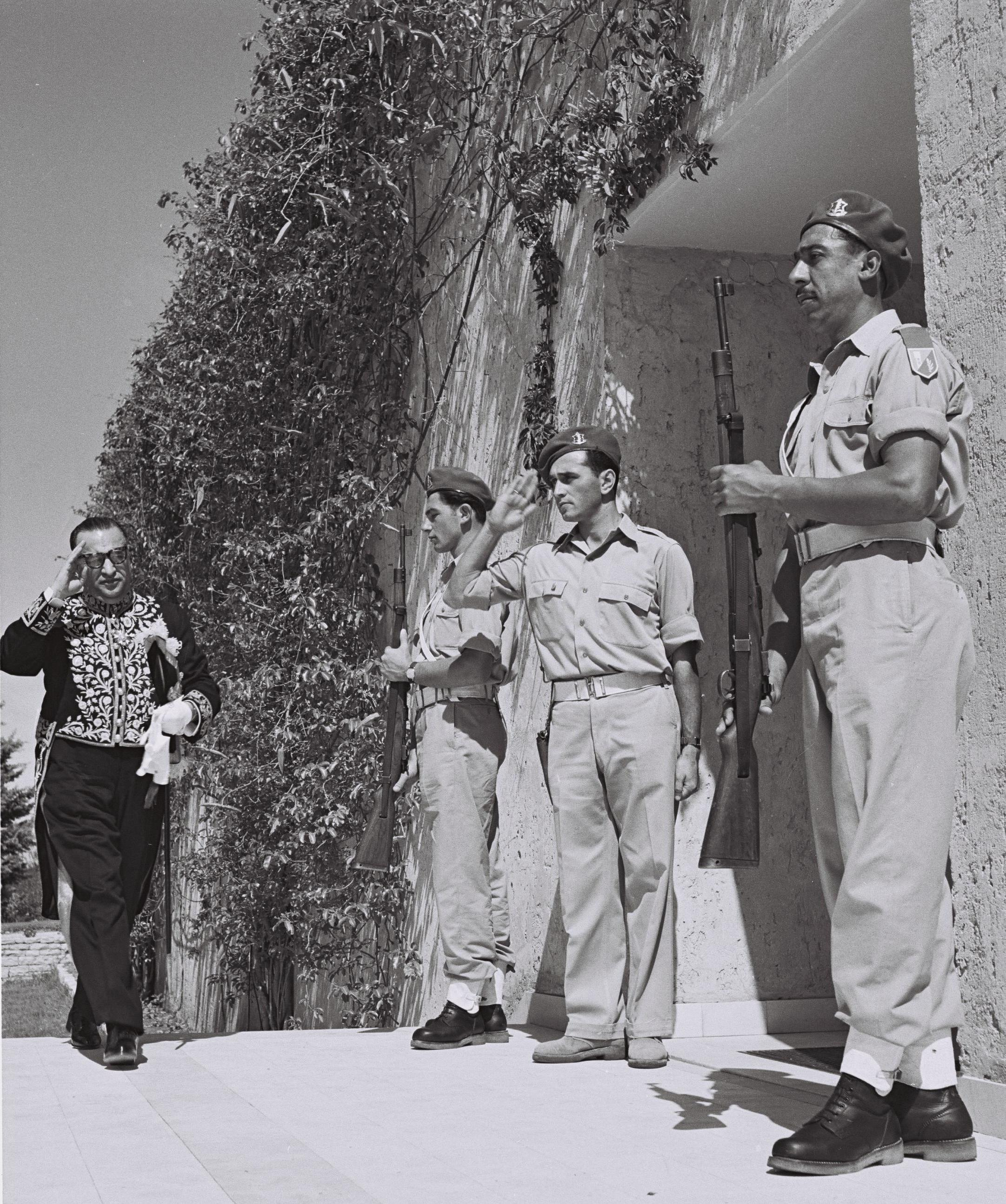
Ministro iraní Reza Saffinia visitando la casa del Presidente israelí Chaim Weizmann, 1950.

Debido a la reciente retórica entre Irán e Israel, el desarrollo de tecnología nuclear y la fundación de grupos como Hamás y Hezbolá, ha incrementado dramáticamente las tensiones entre el Estado-nación judío de Israel y la República Islámica de Irán, especialmente después de la elección de Mahmud Ahmadineyad en el año 2005. Comentarios hechos por Ahmadineyad fueron percibidos por Israel como una amenaza de destrucción.
Una gran población de judíos iraníes viven en Israel, entre ellos el expresidente de Israel Moshé Katsav, el exsecretario de Defensa Shaul Mofaz y el Jefe del Estado mayor Dan Jalutz.

### Irak
Después de la invasión iraquí en el año 2003, por parte de estadounidenses y británicos, diversos diplomáticos habrían discutido la posibilidad de promover las relaciones entre Israel e Irak. Sin embargo, en el año 2004 el primer ministro iraquí Iyad Allawi dijo que Irak no establecería relaciones con Israel.

### Kurdistán
En el año 2006, el presidente del Gobierno Regional de Kurdistán Massoud Barzani dijo: "No es un crimen tener relaciones con Israel. Si Bagdad estableció relaciones diplomáticas con Israel, nosotros podríamos abrir un consulado en Hewlêr (Kurdistán)." La televisión israelí transmitió fotografías de la década de los 1960s donde salía Mustafa Barzani abrazando al ministro de Defensa israelí Moshé Dayan. En el año 2004, oficiales israelíes se reunieron con líderes políticos kurdos. En 2006 la BBC reportó que Israel estaba entrenando milicias kurdas en Kurdistán iraquí. En abril de 2012, se alegó que oficiales kurdos de alto rango habrían recogido los ingresos del petróleo iraquí, que había sido contrabandeado hacía Israel por medio de la región de Kurdistán.

### Kuwait
Las relaciones entre Israel y Kuwait han sido hostiles, principalmente por el conflicto árabe-israelí. Kuwait no reconoce a Israel y le niega la entrada a toda persona que cargue un pasaporte israelí o documentos que avalen haber viajado a Israel. Como muchos países árabes, Kuwait se opone a la normalización de relaciones con Israel.[cita requerida]

### Jordania
Israel tiene relaciones diplomáticas con Jordania desde la firma del Tratado de paz israelí-jordano en 1994, pero las relaciones suelen ser un poco tensas. 

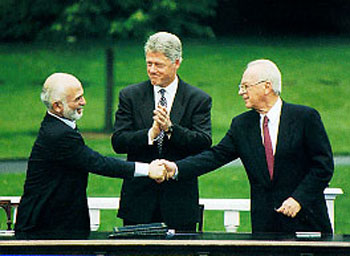
King Hussein, Presidente de Estados Unidos Bill Clinton y Yitzhak Rabin, Tratado de paz Israel-Jordania

### Líbano
De acuerdo con Laura Zittrain Eisenberg, autora de "Mi enemigo de mi enemigo", la atención pre-estatal sionista a Líbano, consistió principalmente en repetidos intentos por establecer una alianza política entre la comunidad judía en Palestina y la comunidad católica en Líbano. Descuidando en gran medida la teoría tradicional de la condición árabe-israelí, la relación sionista-libanés de 1900 a 1948 fue sorpresivamente activa y amistosa. La curiosidad sionista llegó al Líbano, un país árabe con una población considerablemente no musulmana gozando de predominio político.
Durante la guerra de 1975-1990, algunas milicias de derecha fueron aliadas de Israel, y después del asesinato del Presidente Bashir Gemayel, Israel y Líbano firmaron un acuerdo el 17 de mayo de 1983, el cual era un tratado de paz. La legislatura libanesa ratificó el tratado por un margen de 80 votos a favor, pero en una posición débil e inestable el presidente Amin Gemayel abrogó el tratado de paz el 5 de marzo de 1984, bajo presión de Siria, y después de que marinos estadounidenses se retiraran del Líbano al igual que Israel.
Durante la ocupación siria en Líbano (1976-2005), era altamente improbable que el Líbano volviera a firmar un tratado de paz con Israel antes que Siria, puesto que la influencia siria en la política del Líbano era fuerte, a pesar de que terminó la ocupación siria en Líbano, la alianza Irán-Siria-Hezbolá se mantuvo firme a través de la presencia de armas.
Durante la década de los 1990's, el éxito de la guerra del Golfo creó nuevas oportunidades de paz para el Medio Oriente. Sin embargo, Líbano estaba bajo la ocupación siria, la cual tomó el control de los tratados y las negociaciones.
En agosto de 2006, después del choque entre Hezbolá e Israel, el primer ministro libanés Fuad Siniora dijo que el Líbano sería el "último país árabe en hacer la paz con Israel" debido al gran número de civiles que murieron en la guerra del Líbano de 2006. Hasan Nasrallah, el líder de Hezbolá, proclamó "Muerte a Israel" y prometió la liberación de Jerusalén, a pesar de que muchas facciones libaneses y partidos políticos en Líbano no están de acuerdo con su visión ni con la estrategia y prácticas de su partido armado.
Desde el año 2000, y debido a diversas guerras con Hezbolá, Israel trata a Líbano como "enemigo del estado", sin embargo se ha considerado la posibilidad de firmar un pacto de no agresión.
En el año 2008, una encuesta del Pew Research Center encontró opiniones negativas en lo que concierne a los judíos, principalmente en Líbano, con un 97% de libaneses que tienen una opinión desfavorable sobre los judíos. En el año 2001, una encuesta realizada por el mismo centro de investigación (Pew Research Center), indicó que todos los países del Medio Oriente con población mayoritariamente musulmana, tienen visiones negativas respecto a los judíos. En la encuesta, solamente 3% de los libaneses reportaron tener una opinión positiva de los judíos.

### Marruecos
Distintas fuerzas de expedición marroquí lucharon junto con la coalición de países árabes en la guerra de Yom Kipur contra Israel. En el año de 1986, el Rey Hasan II invitó al primer ministro de Israel Shimon Peres, para dialogar, convirtiéndose en el segundo líder árabe en recibir a un líder israelí. Para septiembre de 1993, cuando se firmaron los Acuerdos de Oslo, Marruecos aceleró la creación de relaciones económicas y políticas con Israel. En septiembre de 1994, Marruecos e Israel anunciaron que abrirían sus oficinas bilaterales de enlace internacional.[cita requerida] Cuando murió el Rey en el año de 1999, el primer ministro israelí de ese entonces, Ehud Barak y el ministro de Relaciones exteriores David Levy, viajaron a Rabat para el funeral. Las oficinas de relaciones exteriores fueron cerradas en el año 2000 debido a la Intifada de Al-Aqsa y la continua violencia entre Palestina e Israel. Hay un sello postal con la fotografía del Rey de Marruecos en la colección del Estado de Israel.
Antes del establecimiento de relaciones formales, la Federación Mundial de Judíos Marroquíes, una organización judía privada no gubernamental, alentó el turismo israelí a Marruecos.
El 10 de diciembre de 2020, Marruecos acordó establecer relaciones diplomáticas con Israel a cambio de que Estados Unidos apoyara el reclamo de Marruecos sobre el Sáhara Occidental, el mismo día, Estados Unidos acordó la venta de sofisticados drones a Marruecos.

### Siria
Las relaciones entre Israel y Siria son muy pobres, debido a la cercana relación que Siria tiene con el grupo militar antiisraelí Hezbolá y la República Islámica de Irán.
Desde el año 2004, Siria ha aceptado la importación de manzanas de Altos del Golán, territorio que reclama Siria, a través del cruce de Quneitra. Esto fue gracias a la negación entre Israel y Siria para que aceptara manzanas de los granjeros de los Altos del Goldán (debido a la sobreproducción), lo cual tuvo como resultado una petición al gobierno sirio para que Siria aceptara las manzanas y así evitara que estas se echaran a perder y produjera un colapso económico. En el año 2010, cerca de 10,000 toneladas de manzanas producidas por granjeros Drusos en los Altos del Goldán fueron enviados a Siria.

### Túnez
Túnez participó en la guerra de Yom Kipur, mandó entre 1,000 y 2,000 tropas para que lucharan en una coalición de países árabes en contra de Israel. Las relaciones empeoraron más adelante, a principios del año 2000 cuando comenzó la segunda Intifada, y en octubre del mismo año, la radio estatal de Túnez declaró que el presidente Ben Ali había decidido romper relaciones diplomáticas con Israel por la violencia hacia Palestina. El 21 de octubre, Ben Ali había emitido una condena por "la violación del santuario de Al Quds Al Sharif, las repetitivas provocaciones de Israel, el uso de armas contra niños y gente inocente, y la persecución racista de ciudadanos árabes palestinos", lo cual "constituye violaciones flagrantes de derechos humanos y santidades, así mismo representa una agresión contra los valores y prácticas humanas". El 22 de octubre, Israel expresó su decepción sobre la decisión de Túnez, de romper relaciones y cerrar la oficina de Túnez en Tel Aviv y las oficinas de Israel en Túnez. Expresando "sorpresa", el ministro de Relaciones Exteriores dijo: "Parece que Túnez ha elegido renunciar a su papel potencial como negociador entre Israel y sus vecinos, perjudicando así el esfuerzo para promover la paz".

### Turquía

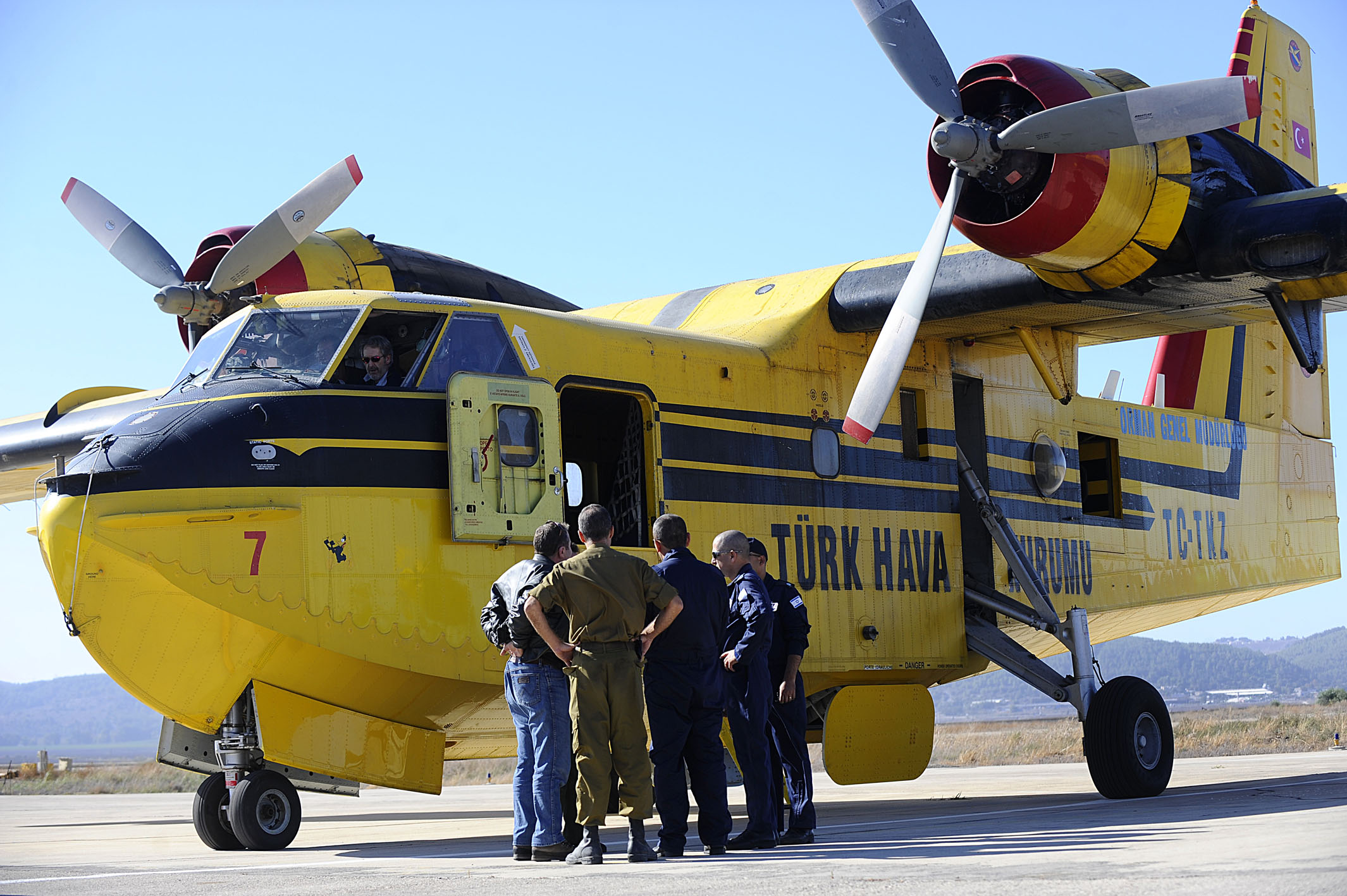
Avión turco provee de ayuda a Israel para combatir un incendio, 2010

Turquía fue el primer país de mayoría musulmana que formalmente reconoció al Estado de Israel, solo un año después de la Declaración del Estado Judío (28 de marzo de 1949). Israel era el principal proveedor de armas de Turquía. Cooperación militar, estratégica y relaciones diplomáticas entre Turquía e Israel eran los temas primordiales en los gobiernos de ambos países, los cuales compartieron sus preocupaciones regionales por la inestabilidad del Medio Oriente.
Las relaciones han sido tensas desde el cambio del siglo XX al XXI debido a que Turquía basó su política en la ideología del Kemalismo correspondiente al ascenso del Partido de la Justicia y el Desarrollo del Primer ministro Recep Tayyip Erdoğan.
En febrero de 2006, las relaciones entre Turquía e Israel sufrieron inestabilidades cuando Turquía alojó a la delegación del grupo palestino Hamás, aunque en una visita formal a Turquía en el año 2006, la ministra de Relaciones Exteriores Tzipi Livni dijo que "Las relaciones bilaterales (entre Turquía e Israel) son excelentes. No solamente a nivel gubernamental, pero también dentro de la sociedad".
En enero de 2009, el gobierno turco condenó el Conflicto de la Franja de Gaza de 2008-2009, lo cual hizo que las relaciones entre ambos países se tensaran al límite. A principios del año 2009, Erdoğan criticó duramente la conducta de Israel en la Franja de Gaza en el Foro Económico Mundial, en Davos, Suiza.
Las relaciones entre ambos países se volvieron a ver inestables después del ataque a la flotilla de Gaza en 2010. El 2 de septiembre de 2011, Turquía rebajó sus relaciones con Israel al nivel de segundo secretario y suspendieron la cooperación militar entre los países. Turquía ha pedido que Israel se disculpe por el incidente de la flotilla, lo cual Israel ha mostrado interés en hacerlo, pero Turquía también le ha pedido a Israel que termine con el bloqueo de la administración de Hamás-Franja de Gaza, a lo cual Israel ha dicho que no lo hará de ninguna manera. Las posibilidades de que arreglen sus relaciones en un futuro cercano, son un poco improbables debido al liderazgo político de ambos países y su mutuo descontento, los mantendrá separados por algún tiempo.
El campo de gas de Leviathan en el oriente del Mediterráneo también es una fuente de fricción. Israel está planeando su explotación junto con Chipre, un estado que Turquía no reconoce por el problema de Chipre. Sin embargo, en el año 2015, Turquía e Israel comenzaron a trabajar en sus relaciones diplomáticas.

### Yemen
Israel y Yemen no tienen relaciones diplomáticas y las relaciones entre ambos países son muy tensas. La gente que tiene un pasaporte israelí o cualquier pasaporte que tenga un sello de Israel no puede entrar a Yemen, y Yemen ha sido declarado por la ley de Israel como un "estado enemigo".

## África Subsahariana
Israel tiene relaciones diplomáticas con 41 de los 44 estados de África subsahariana que no son miembros de la Liga Árabe, incluyendo países que cuentan con población mayoritariamente musulmana.

### Angola
Las relaciones entre Israel y Angola están basadas en el comercio y política exterior. En el año 2005, el presidente José Eduardo dos Santos visitó Israel. En marzo de 2006, el comercio entre ambas naciones acumuló un total de 400 millones de dólares. El embajador israelí en Angola es Avraham Benjamin.

### Botsuana
En el año de 1993, Israel y Botsuana establecieron relaciones diplomáticas. No tienen ni un consulado formal o una embajada en ninguno de los dos países, pero ambos gobiernos han cooperado en diversas ocasiones en iniciativas de desarrollo. Seis empresas israelíes de diamantes tienen operaciones en Botsuana.

### Camerún
Desde el año 2012, el Excelentísimo Señor Embajador de Camerún en Israel, Etoundi Essomba, tiene el puesto de Decano del cuerpo diplomático en Israel.
Las relaciones diplomáticas terminaron durante la guerra de Yom Kipur, pero fueron restablecidas en 1986, Camerún e Israel ahora cuentan con más lazos militares y políticos, con Israel entrenando y formando las fuerzas de Camerún por su parte Camerún votó en contra en la resolución antiisraelí en la Organización de las Naciones Unidas.

### Eritrea
Eritrea estableció relaciones con Israel poco después de obtener su independencia en 1993, a pesar de las protestas entre los países árabes. Las relaciones entre ambos países son cercanas. El presidente de Eritrea ha visitado Israel para recibir tratamiento médico. Sin embargo, Eritrea condenó la acción militar de Israel durante el conflicto de la Franja de Gaza de 2008-2009. Las relaciones entre Israel y Eritrea son complicadas por los lazos cercanos que Israel tiene con Etiopía.

### Etiopía
En el continente africano, Etiopía es el aliado principal y más cercano a Israel, debido a los intereses que tienen en común en los temas de política, religión y seguridad. Sin embargo, las relaciones se rompieron entre los años de 1973 a 1989. Muchas ciudades de Etiopía fueron nombradas después de los asentamientos bíblicos de Israel, incluyendo Nazreth (Adama), la tercera ciudad más grande de Etiopía. Israel también le provee a Etiopía de su experiencia en proyectos de irrigación. Miles de judíos etíopes (Beta Israel) viven en Israel.

### Ghana
Las relaciones diplomáticas con Ghana fueron establecidas inmediatamente después de la independencia de Ghana en 1957. El 25 de mayo de 1962, un acuerdo de cooperación tecnológica fue firmado. Un acuerdo de cooperación cultural fue concluido el 1 de marzo de 1973.
Debido a una iniciativa del gobierno de Ghana, las relaciones se rompieron el 28 de octubre de 1973, tras la guerra de Yom Kipur. Las relaciones mejoraron cuando Israel intentaba prevenir que Ghana apoyara a la autoridad de Palestina, lo que llevó a una visita de estado a Ghana por el ministro de Relaciones Exteriores Avigdor Lieberman en septiembre de 2009. Durante esa visita, fue firmado un acuerdo bilateral para la cooperación agrícola. En septiembre de 2011, las relaciones diplomáticas fueron restablecidas.

### Guinea
Las relaciones diplomáticas entre Israel y la República de Guinea se establecieron en 1958, y se volvieron tensas durante la Guerra Fría, cuando el gobierno israelí apoyó la política estadounidense mientras que el gobierno de Guinea apoyó a la Unión Soviética. Rompieron relaciones diplomáticas, el 5 de junio de 1967, cuando la guerra estalló entre Israel y Egipto. Tras el apoyo que recibió Guinea por parte de Israel en la lucha contra el virus del ébola, las relaciones entre los dos estados fueron restablecidas el 20 de julio de 2016.

### Kenia
En diciembre de 1963, Israel y Kenia establecieron relaciones diplomáticas. Israel tiene una embajada en Nairobi y Kenia tiene una embajada en Tel Aviv. En el año 2003, Kenia solicitó la ayuda de Israel para desarrollar un programa de energía solar. En 2006, Israel envió a Kenia un equipo de búsqueda y rescate de 80 personas para salvar a la gente que estaba atrapada entre los escombros, debido al colapso de un edificio. Después de las elecciones presidenciales de Kenia en 2007, Israel donó medicina al Hospital Moi en Eldoret.

### Lesoto
Lesoto fue uno de los tres países de la región de África subsahariana (los otros fueron Malaui y Suazilandia) que mantuvo por completo relaciones diplomáticas con Israel después de la guerra de Yom Kipur en 1973.

### Liberia
Liberia fue una de las naciones africanas en votar "si" para que Israel se convirtiera en una nación independiente, soberana y un estado judío.

### Malaui
En junio de 1964, Israel estableció relaciones con Malaui, inmediatamente después de que el país logró su independencia del Reino Unido. Malaui fue uno de los tres países de la región de África subsahariana (los otros fueron Lesoto y Suazilandia) que mantuvo por completo relaciones diplomáticas con Israel después de la guerra de Yom Kipur en 1973 y nunca han roto dichas relaciones.

### Mauritania
Mauritania le declaró la guerra a Israel en 1967, debido a la guerra de los Seis Días, después de que la Liga Árabe tomara la decisión colectiva (Mauritania no fue admitida en la Liga hasta noviembre de 1973), y no retiraron la declaración de guerra hasta 1991. Israel parecía ajeno al estado de guerra.
Mauritania no se dejó llevar por los movimientos de reconocimiento del Estado de Israel, así como muchos países árabes, después de la Resolución de Jartum en 1967.
Existe poca información pública, y debe de ser precisamente por las reuniones secretas entre Mauritania e Israel que se dieron entre los años de 1995 a 1996 que parecían ser una idea del presidente de Mauritania Ould Taya; el establecimiento no oficial de secciones de interés en la embajada española de las dos capitales de las ciudades en 1996, lo que tuvo como consecuencia el intercambio de diplomáticos de cada país el 27 de octubre de 1999; pero Mauritania ya se habría arrepentido para entonces.
El 6 de marzo de 2009, la delegación diplomática de Israel en Mauritania abandonó sus relaciones diplomáticas después de nueve años, posteriormente las autoridades de Mauritania pidieron cerrar la embajada israelí en Nuakchot dentro de 48 horas. La delegación de Mauritania en Israel se fue antes de haber mandado a algún oficial del Ministerio de Relaciones Exteriores.

### Nigeria
Israel y Nigeria establecieron relaciones diplomáticas en 1960.[cita requerida] En 1973, Nigeria rompió contacto con Israel, pero en mayo de 1992, las relaciones bilaterales fueron restablecidas. Desde abril de 1993, Israel ha mantenido una embajada en Abuya, y Nigeria una embajada en Tel Aviv. Muchos nigerianos hacen peregrinaciones hacia Israel.[cita requerida]

### Ruanda
Las relaciones con Ruanda fueron establecidas tan pronto como ocurrió la independencia del país africano. Sin embargo, las relaciones fueron rotas por el gobierno de Ruanda el 8 de octubre de 1973, durante la guerra de Yom Kipur.

### Senegal
Las relaciones con Senegal fueron establecidas después de la independencia del país africano. Sin embargo, el gobierno de Senegal decidió romper relaciones el 28 de octubre de 1973, después de la guerra de Yom Kipur. Tras un tratado trilateral entre Israel, Italia y Senegal, Israel instaló métodos de irrigación para ayudar a los granjeros en 12 distritos rurales en Senegal.

### Sudáfrica
La Unión Sudafricana fue una de los cuatro naciones pertenecientes a la Mancomunidad de Naciones en votar a favor de la resolución de las Naciones Unidas en 1947, la cual establecería el Estado de Israel. Sudáfrica fue uno de los primeros países en reconocer a Israel, las relaciones diplomáticas entre Israel y Sudáfrica fueron establecidas en 1948. Después de la matanza de Sharpeville en 1960, Israel se volvió un fuerte crítico del apartheid, lo cual conllevó al rompimiento en sus relaciones con Pretoria. Posteriormente, en 1967 Israel y Sudáfrica retomaron sus relaciones y se volvieron socios estratégicos y esto duró hasta 1987 cuando Israel se unió a occidente donde se opuso fuertemente al apartheid.

Desde el fin del apartheid, el nuevo gobierno de Sudáfrica ha tenido relaciones lejanas con Israel y crítica las políticas que Israel tiene hacia los palestinos, sin embargo Sudáfrica ha ignorado a los grupos pro-palestinos que presionan para que rompan relaciones entre ambos países. 

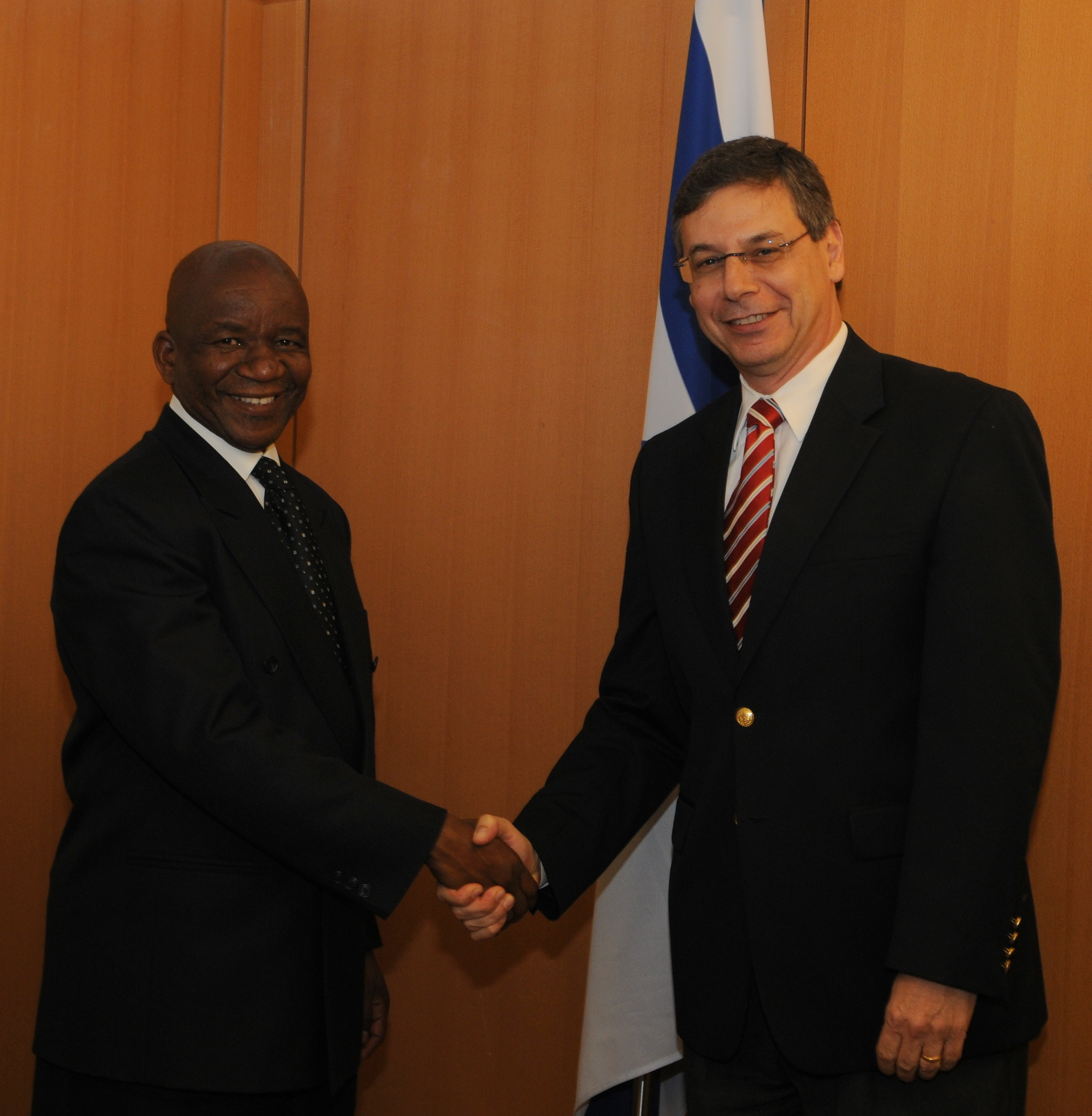
Danny Ayalon con el ministro de Relaciones Exteriores de Sudáfrica DG Matjila.

### Sudán del Sur
Israel reconoció a la República de Sudán del Sur el 10 de julio de 2011, y le ofreció apoyo económico, después de su declaración de independencia de Sudán que es un país musulmán. El 15 de julio de 2011, Sudán del Sur declaró sus intenciones de establecer relaciones diplomáticas con Israel y el 28 de julio de 2011, anunciaron el establecimiento de lazos diplomáticos entre ambos países.

### Suazilandia
Israel estableció relaciones con Suazilandia en septiembre de 1968,  inmediatamente después de que el país alcanzara su independencia del Reino Unido. Suazilandia es uno de los tres países de la región de África subsahariana (los otros fueron Lesoto y Malaui) que continuaron manteniendo relaciones diplomáticas con Israel después de la guerra de Yom Kipur en 1973, y nunca han roto esas relaciones.

### Togo
En mayo de 2009, Israel y Togo firmaron un "pacto para la cooperación económica, en los campos de agricultura y educación".

### Uganda
En un proyecto conjunto entre Israel y Uganda, un profesor de la Universidad Hebrea de Jerusalén de la Facultad de Agricultura realizó un estudio en el Lago Victoria con un compañero de Uganda de la Universidad Makerere.  Ellos encontraron que la perca del río Nilo, introducida por los británicos 60 años antes, había reducido la población de peces nativos, teniendo como consecuencia la desnutrición de las comunidades cerca del lago. Entre ambos países ayudaron a crear pozos artificiales para criar carpas, los cuales habían desaparecido de la dieta local. La Agencia de los Estados Unidos para el Desarrollo Internacional promocionó la excavación de estanques y el envío de aldeanos a Kibutz HaMa'apil en Emek Hefer para aprender técnicas de desove. Los graduados del programa de entrenamiento establecieron granjas de carpas.

### Yibuti
Aunque Israel no tiene oficialmente relaciones diplomáticas ni de comercio con Yibuti (un miembro de la Liga Árabe), en septiembre de 1995, tras una reunión entre oficiales de ambos países, planearon abrir una oficina de enlace en la capital de sus respectivos países, ante la posibilidad del establecimiento de relaciones diplomáticas de los dos estados. Sin embargo, dichas relaciones nunca se materializaron.

### Zimbabue
Abel Muzorewa, el primer ministro de Zimbabue Rodesia, visitó Israel el 21 de octubre de 1983. Él insistió a Robert Mugabe establecer relaciones diplomáticas, diciendo que sus políticas lastimaban la agricultura y tecnología de Zimbabue. En marzo de 2002 una compañía israelí vendió vehículos de control antidisturbios al gobierno de Mugabe, poco antes de las elecciones en 2002.

## Asia
Adicionalmente a Turquía, Israel tiene relaciones diplomáticas con 6 países no musulmanes en Asia (Kazajistán, Kirguistán, Maldivas, Tayikistán, Turkmenistán y Uzbekistán).

### Afganistán
Actualmente, Afganistán no tiene relaciones diplomáticas con Israel. El Reino de Afganistán si tenía relaciones con Israel, ya sea en secreto o por medio de reglas tribales. La familia real de Afganistán tiene sus orígenes en el Rey Saúl de Israel. Afganistán fue el único país musulmán que no le quitó la ciudadanía a los judíos, también conocidos como descendientes de Judá, cuando migraron a Israel. El rabino Eliyahu Avichail ha publicado numerosos libros donde relaciona los afganos con las Tribus Perdidas de Israel.

### Bangladés
Tanto el gobierno de Israel como el público en general apoyaron la guerra de liberación de Bangladés. Después de la independencia de Bangladés en 1971, el nuevo país fue reconocido por Israel a principios de 1972, antes que cualquier país árabe, sin embargo Bangladés "rechazó" el reconocimiento.
Bangladés no reconoce a Israel como un estado legítimo y oficialmente prohíbe a sus ciudadanos viajar a Israel, poniendo en sus pasaportes bengalíes "válido para viajar a todos los países excepto Israel". Bangladés apoya la soberanía del Estado de Palestina y pide fin a la "ocupación ilegal de Palestina" por parte de Israel.

### Birmania

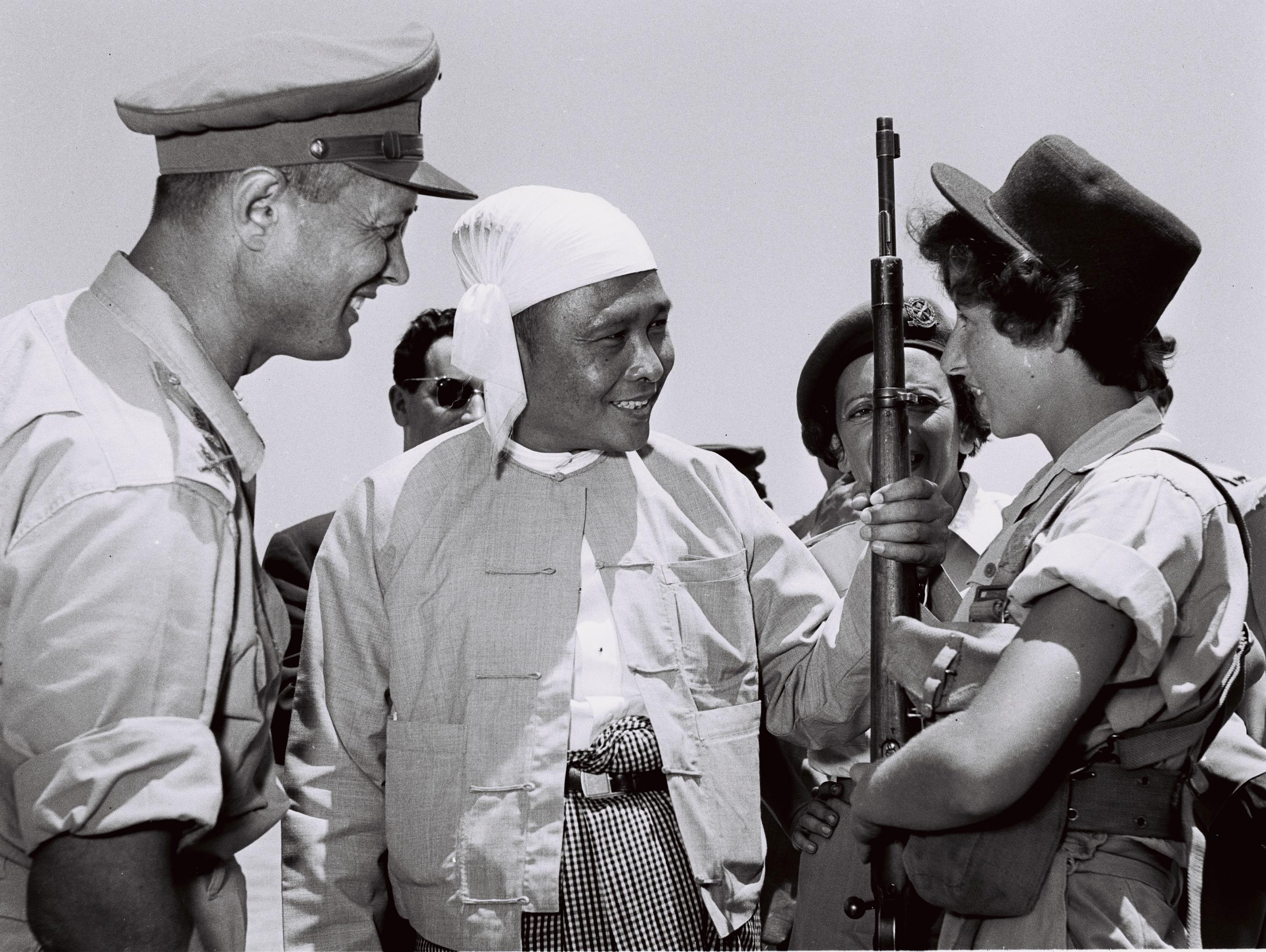
U Nu y Moshe Dayan en 1955.

Birmania (también conocida como Myanmar) fue uno de los primeros países en reconocer a Israel y en establecer relaciones diplomáticas con Israel. Birmania también se ha convertido en uno de los aliados más fuertes de Israel en la región, en términos de asistencia técnica y también en relaciones militares. Los Primeros Ministros de ambos países U Nu y David Ben-Gurion hicieron visitas de estado en los años 1950. Birmania envía investigadores agrícolas para entrenarse en Israel. Esta relación se hizo más fuerte cuando Israel mandó asistencia humanitaria durante el Ciclón Nargis en mayo del año 2008.

### China
El 9 de enero de 1950, el gobierno israelí extendió su reconocimiento a la República Popular de China, pero las relaciones diplomáticas fueron establecidas hasta enero de 1992.
Israel le ha proporcionado asistencia tecnológica a China en las áreas de agricultura avanzada e irrigación. Proyectos bilaterales, apoyados por el Fondo de Investigación de China e Israel, están enfocados en desarrollar nuevas variedades de frutas y vegetales, en biotecnología agrícola y en aplicar tecnologías más modernas para tener una producción más fresca. Israel ha construido tres granjas de demostración en China y diversos centros de entrenamiento, los cuales son apoyados por los ministerios de agricultura de ambos países.
Israel también le ha proporcionado a China de asistencia militar, experiencia y tecnología. De acuerdo con un reporte de la Comisión de Economía y Seguridad Estados Unidos-China, "Israel ocupa el segundo lugar, después de Rusia, como proveedor de sistemas de armas a China, de igual manera de tecnología militar seguido por Francia y Alemania". Israel estaba listo para vender a China el Phalcon, un sistema de radar israelí, pero Estados Unidos presionó para cancelar el trato.
Desde el establecimiento de relaciones diplomáticas, el intercambio cultural ha sido uno de los mayores componentes de la relación bilateral, pues ambos países reconocen la importancia de crear fuertes lazos basados en sus historias. En el año 2007, China organizó un festival nacional de la cultura en Israel con motivo de los 15 años del establecimiento de sus relaciones.

### Corea del Norte
Corea del Norte no reconoce al Estado de Israel, y lo ha denunciado de ser un "satélite imperialista". Desde 1998, Corea del Norte reconoce la soberanía del Estado de Palestina por sobre todo el territorio ocupado por Israel.

### Corea del Sur
La República de Corea y el Estado de Israel establecieron relaciones diplomáticas el 10 de abril de 1962. En abril de 1968, Israel abrió su embajada en Seúl, pero fue cerrada por el gobierno israelí en 1978. La embajada fue reabierta en enero de 1992, posteriormente Corea del Sur abrió su embajada en Tel Aviv en diciembre del año de 1993.
El 23 de agosto de 2010, la compañía coreana Korea Venture Investment Corp, una empresa de gestión de fondos para el estado, firmó un memorándum de entendimiento con la compañía israelí Vertex Venture Capital, abriendo un fondo de $150 millones de dólares, que sería utilizado para financiar empresas conjuntas o para adquirir y fusionar pequeñas y medianas empresas en los dos países.

### Filipinas
El 29 de noviembre de 1947, Filipinas (territorio estadounidense hasta 1946) fue el único país asiático en apoyar la resolución de la Asamblea General de las Naciones Unidas donde establecerían un estado judío en Palestina. Israel y Filipinas establecieron relaciones diplomáticas en 1957. Las embajadas fueron abiertas en Tel Aviv y en Manila en 1962. Los dos países disfrutan de relaciones cálidas en todas las esferas. En 1997, los dos países firmaron un memorándum de entendimiento, donde institucionalizaban un diálogo político bilateral entre sus respectivos ministros de relaciones exteriores. El diálogo político está acompañado por la cooperación comercial y económica, cultural, asistencia tecnológica, científica, intercambios académicos, turismo etc. En el año 2004, había entre 37,155 a 50,000 trabajadores filipinos en Israel.

### India
India estableció relaciones diplomáticas con el Estado de Israel en 1992 y desde entonces India se ha convertido en el aliado más fuerte de Israel en Asia. Los dos países realizan actividades de cooperación en el tema de antiterrorismo, en el Medio Oriente y en el Sureste de Asia. Israel es el segundo proveedor más grande de armas de la India, e India es el principal mercado de armas en Israel, por lo tanto el comercio entre los dos países ha aumentado significativamente en los últimos años. La cooperación también ha tenido lugar en el sector espacial, por ejemplo India ayudó al lanzamiento de un satélite israelí. En 2010, India se convirtió en el principal mercado turístico de Israel, con un total de 41,000 turistas durante ese año. 

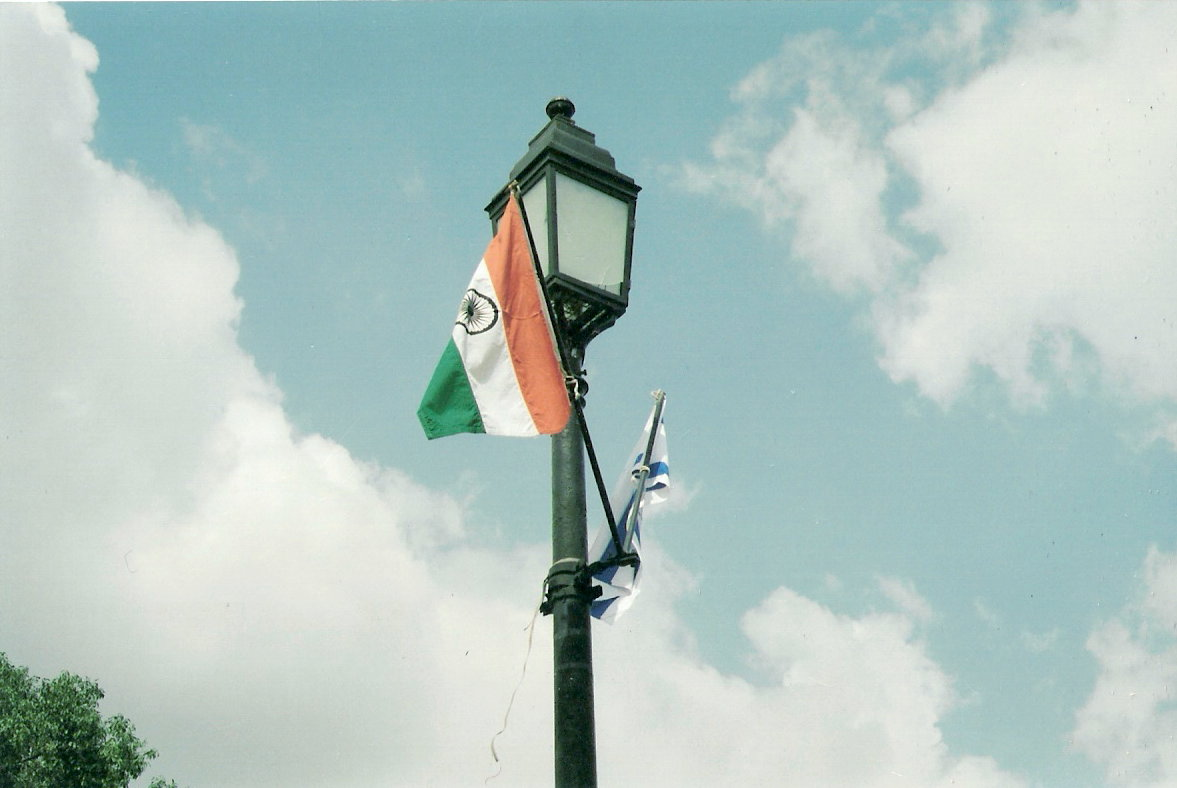
Banderas de India e Israel en Nueva Delhi durante la visita de Ariel Sharon en septiembre de 2003.

Israel e India comparten información sobre grupos terroristas. Los dos países han desarrollado lazos cercanos en defensa y seguridad desde el establecimiento de relaciones diplomáticas en 1991. En el año 2009, Israel superó a Rusia como el mayor proveedor de armas de la India, Estados Unidos le dio la aprobación a Israel para vender el Phalcon a India, después de presionar para cancelar un acuerdo similar con China. Desde el año 2002, India ha comprado equipo israelí, lo que ha representado más de $5 billones de dólares. Adicionalmente, Israel está entrenando unidades militares indias y negociando un acuerdo para dar a India capacitación sobre tácticas contra el terrorismo y guerrillas urbanas. En diciembre de 2008, Israel e India firmaron un memorándum, para establecer un coloquio sobre el intercambio y discusión de programas entre jueces y juristas de ambos países. De acuerdo con una encuesta de opinión internacional realizada en el año 2009 por el Ministerio de Relaciones Exteriores de Israel, India es el país más proisraelí del mundo.

### Indonesia
En 2012, Indonesia aceptó informalmente actualizar sus relaciones con Israel y abrir un consulado en Ramallah, encabezado por un diplomático con el rango de embajador, quien también serviría como el embajador no-oficial para tener contacto con Israel. La medida, fue aceptada después de cinco años de deliberaciones, lo cual representó una mejora de facto hacia las relaciones entre Israel y el país musulmán más poblado del mundo. Indonesia ha presentado formalmente una medida para abrir un consulado en Cisjordania como demostración de su apoyo a la independencia de Palestina. Israel e Indonesia mantienen relaciones en los temas de seguridad y comercio. Los ciudadanos de Israel pueden obtener visas para Bali en Singapur, mientras muchos indonesios viajan a Israel como peregrinos.

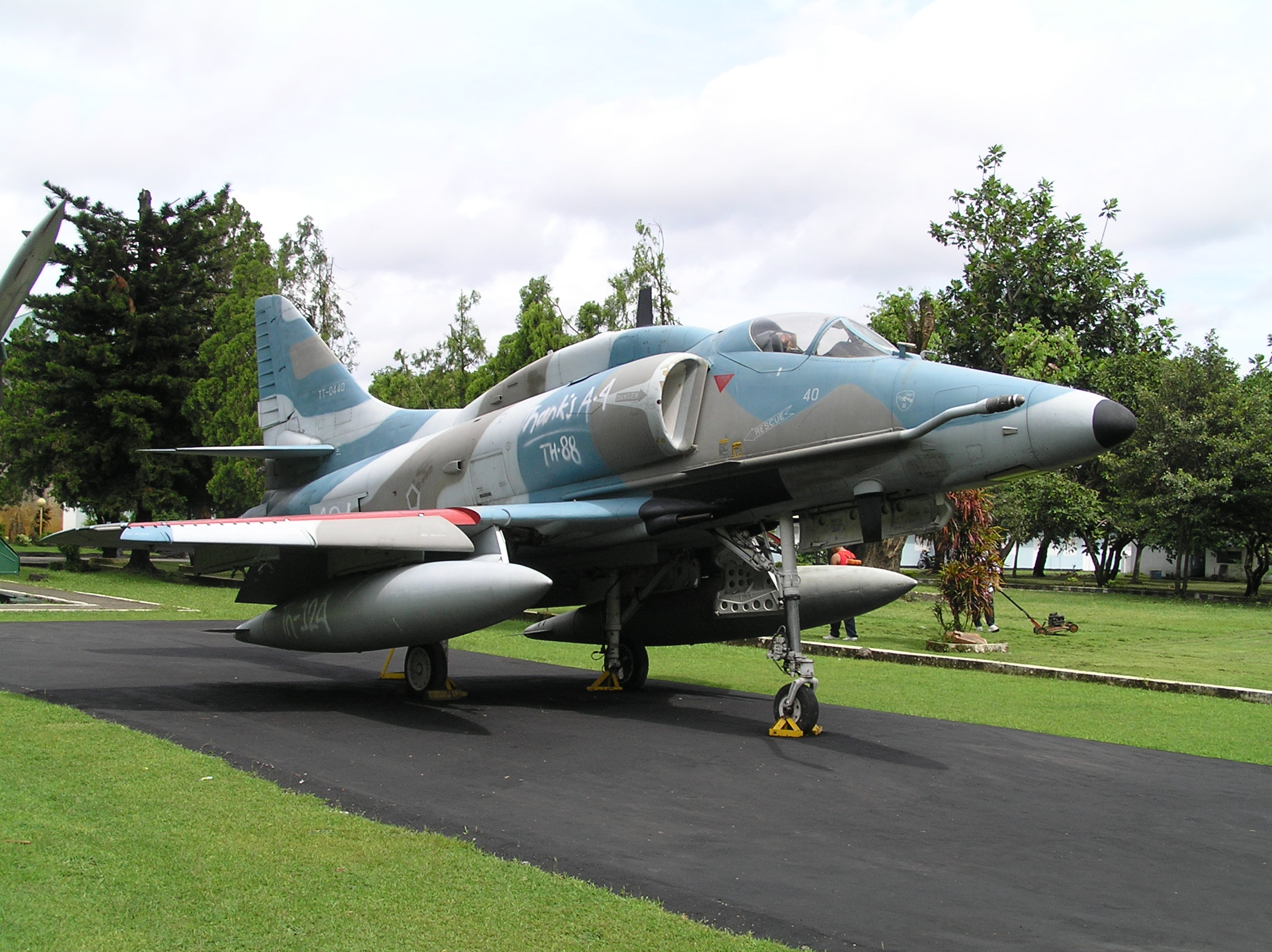
Indonesia compró un avión Douglas A-4 Skyhawks a Israel a principios de los años 1980's, a pesar de no tener reconocimiento ni relaciones diplomáticas.

### Japón
El 15 de mayo de 1952, Japón estableció relaciones diplomáticas con Israel, pero no a nivel de embajada. Sin embargo, el gobierno japonés se abstuvo de nombrar a un ministro plenipotenciario hasta el año de 1955. En un inicio, las relaciones entre los dos países eran distantes, a pesar del embargo árabe de petróleo en varios países, incluyendo Japón, no rompieron relaciones diplomáticas. 

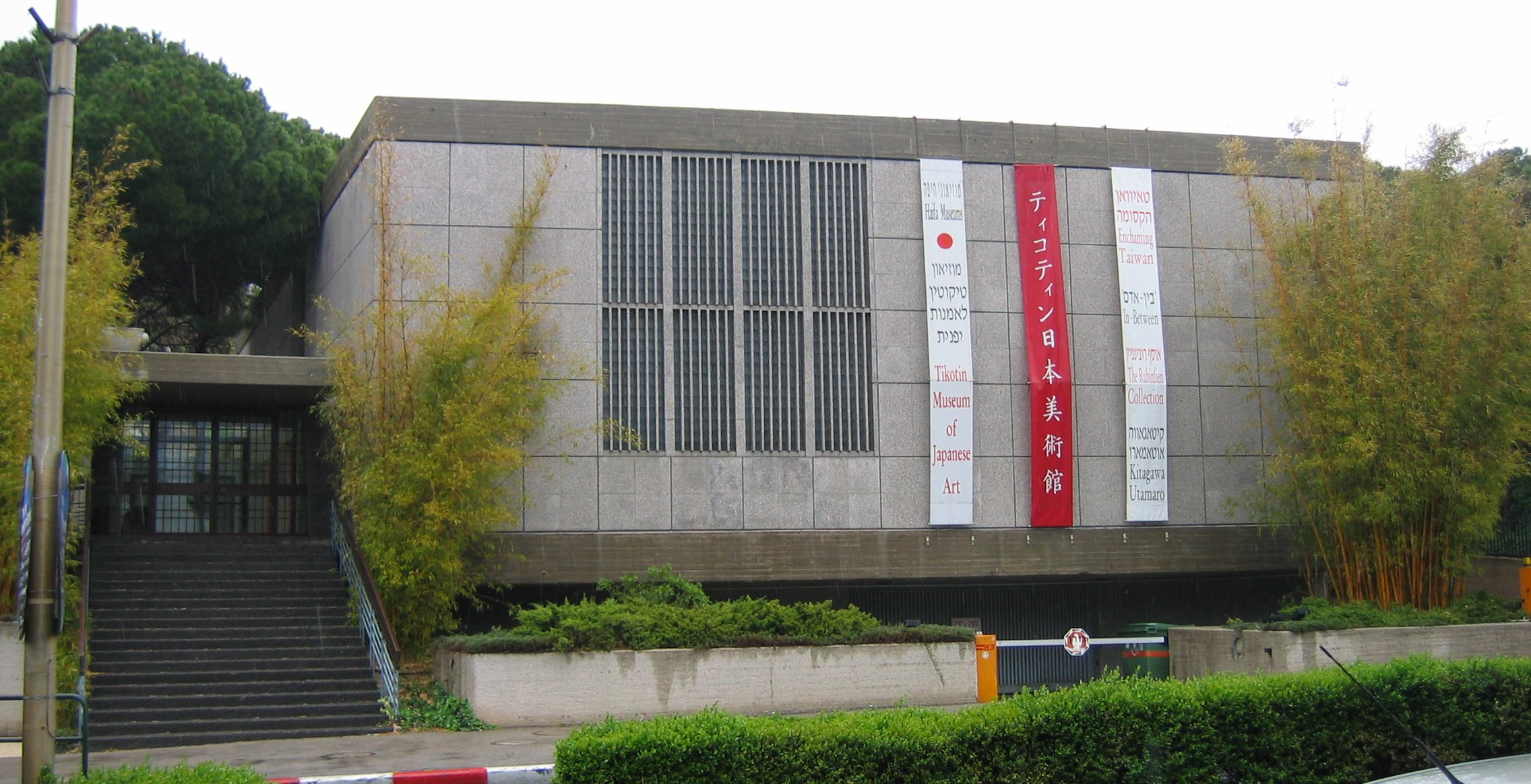
El Museo de Arte Japonés en Israel.

### Kazajistán
Ambos países establecieron diplomáticas el 10 de abril de 1992. La embajada de Israel en Kazajistán abrió en agosto de 1992. La embajada de Kazajistán en Israel abrió en mayo de 1996. Israel tiene una embajada en Astaná y Kazajistán mantiene una embajada en Tel Aviv.

### Malasia
Israel y Malasia no mantienen relaciones diplomáticas y los pasaportes de Malasia no permiten que sus ciudadanos entren a Israel. Sin embargo, Malasia e Israel tienen relaciones comerciales, en 2011 Israel exportó bienes a Malasia por un valor de $716.4 millones de dólares e importó mercancía por un valor de $93.6 millones de dólares. Un informe de la Comisión Europea indicó que en el año 2010, Malasia ocupó el lugar número 15 entre los mayores socios comerciales de Israel, que representó el 0.8% (667.6 millones de euros) del comercio de Israel durante ese año.

### Maldivas
Las relaciones entre Israel y Maldivas no eran muy fuertes hasta el año 2008, cuando el nuevo gobierno de Maldivas llegó al poder. De 1978 a 2008, no había relaciones oficiales entre ambos países. El presidente de Maldivas, Mohamed Nasheed anunció que le gustaría establecer relaciones diplomáticas con Israel. En septiembre de 2009, Maldivas restauró relaciones diplomáticas con Israel después de 15 años de haber estado suspendidas.
El 21 de julio de 2014, Maldivas anunció sus planes para prohibir la importación de productos fabricados en Israel, así como la eliminación de tres acuerdos entre los dos países, cuando Israel realizó una operación militar en Gaza. Un gran número de palestinos muertos, hizo que el ministro de Relaciones Exteriores Dunya Maumoon anunciara que Maldivas se uniría a otras naciones árabes para pedir una sesión especial en el Consejo de Derechos Humanos de las Naciones Unidas (CDH), donde llamarían a la protección del Estado independiente de Palestina, así como la extensión de asistencia humanitaria. El ministro de Relaciones Exteriores Dunya Maumoon dijo que esos tres acuerdos entre Maldivas e Israel firmados durante el gobierno del expresidente Mohamed Nasheed serían abrogados; diciendo "Yo no pienso que Maldivas quiere alguna ayuda de Israel o quiere relaciones con Israel. Por lo tanto de ahora en adelante, los acuerdos serán anulados".

### Mongolia
En octubre de 1991, Mongolia e Israel establecieron relaciones diplomáticas. Ariel Sharón visitó Mongolia en el año 2001, cuando él era ministro en el gobierno de Likud. Los ciudadanos israelíes que deseen entrar a Mongolia están exentos de la utilización de visa con antelación. Las autoridades de migración de Mongolia les proveen a los visitantes una visa de 30 días. Pueden extender el visado, de acuerdo con la decisión que tomen las autoridades.
Visitando Mongolia, fue un acuerdo de cooperación entre ambos países llevado a cabo en agosto del año 2010, consistió en una visita de la Universidad Nacional de Mongolia y la delegación académica de la Universidad Hebrea en Jerusalén. Durante la visita, se firmó un acuerdo de cooperación entre las universidades. En el año 2012, el diputado del Ministerio de Relaciones Exteriores Danny Ayalon visitó y firmó un acuerdo con el ministro de Educación de Mongolia, el cual incluía la colaboración entre universidades e instituciones de educación superior, de esta manera en Mongolia estudiarían sobre el Holocausto israelí y en Israel aprenderían acerca del patrimonio y la historia de Mongolia. También fue acordado la expansión de relaciones entre los dos países y embajadas.

### Nepal
Las relaciones entre Nepal e Israel, se establecieron en 1960 y estaban basadas en la mutua preocupación por la seguridad.  El primer ministro de Nepal, Bishweshwar Prasad Koirala (1959-1960), tenía una muy fuerte política exterior proisraelí. El Rey de Nepal Mahendra Bir Bikram Shah Dev visitó Israel en 1963 y mantuvo la política exterior de Koirala. Hasta 1999 Nepal era el único país del sur de Asia que tenía relaciones diplomáticas con Israel.

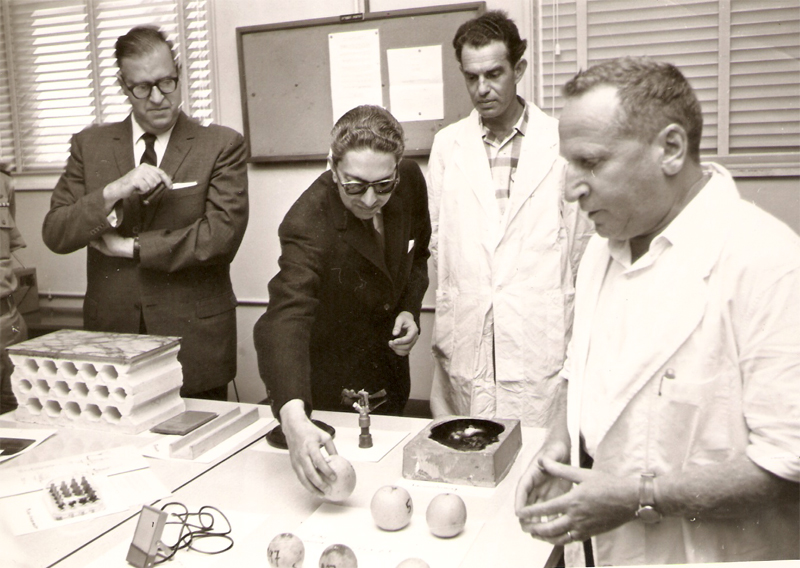
Abba Eban y el Rey de Nepal en el Instituto Wizmann, en 1958.

Nepal es uno de los pocos países asiáticos que ha apoyado constantemente a Israel en los foros internacionales de las Naciones Unidas. Nepal ha mantenido relaciones diplomáticas y continúa apoyando el derecho que Israel tiene de existir dentro de fronteras seguras e internacionalmente reconocidas. Nepal votó a favor de las resoluciones del Consejo de Seguridad 242 (1967) y 338 (1973), que confirmó el derecho de todos los estados a vivir en paz. Nepal ha aceptado cada iniciativa que tenga como propósito la búsqueda de una solución para los problemas del Medio Oriente, como los Acuerdos de Camp David firmados entre Egipto e Israel en 1978.
Después del terremoto de Nepal en el año 2015, Israel fue uno de los primeros países en enviar ayuda a Nepal. Israel mandó una delegación de 264 personas para misiones de rescate y búsqueda, y un equipo de 95 toneladas, que incluía equipo médico. Se estima que cerca de 12,000 nepalíes que trabajan en el extranjero, viven en Israel, la mayoría de ellos son mujeres que trabajan como cuidadoras.

### Pakistán
Israel y Pakistán no tienen relaciones diplomáticas, y los pasaportes de Pakistán dicen: "Este pasaporte es válido para todos los países del mundo excepto Israel", a pesar de que la Mezquita de Al-Aqsa, es el tercer sitio más sagrado del Islam y está Las autoridades israelíes le dijeron a un viajero que los pakistaníes podría pedir una visa, y que pondrían un visado en papel para poner un sello de entra y salida en él. Algunos líderes israelíes han expresado su sentir sobre el establecimiento de relaciones diplomáticas con Pakistán, pues podría servir como un puente entre Israel y el mundo árabe. En 2008, el primer ministro de Israel dijo: "Israel considera a Pakistán como su mayor amenaza estratégica" en vista de la creciente amenaza Talibán en Pakistán.
En los atentados terroristas de Bombay en 2008 en India, también hubo un ataque en el Centro Comunitario Casa Judía de Nariman. Seis personas (entre ellas cuatro ciudadanos israelíes), incluyendo un rabino judío y su esposa embarazada, perdieron la vida (algunos de ellos fueron también torturados antes de ser asesinados). Los terroristas islámicos vinieron ilegalmente de Pakistán, reportó uno de los instructores del servicio de Inter Services Intelligence.

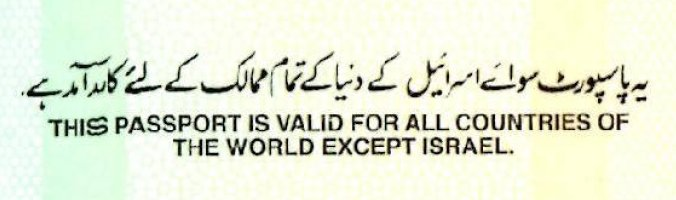
Un pasaporte de Pakistán, no válido para viajar a Israel.

### Singapur
Singapur e Israel tienen fuertes relaciones bilaterales y desde el principio han disfrutado de una buena relación. Esto en parte se debe a la perspectiva que ambas naciones tienen sobre sí mismas, como potencias económicas regionales rodeadas de países islámicos, con los cuales tienen relaciones difíciles. Después de la inesperada independencia de Singapur y haber sido expulsado de Malasia, Singapur le pidió ayuda militar y asistencia técnica a la comunidad internacional. Israel envió una misión para ayudar a impulsar la economía de Singapur y crear desde un inicio las Fuerzas Armadas de Singapur y su Ministerio de Defensa, bajo el mismo modelo que fueron creadas las Fuerzas de Defensa de Israel. [cita requerida]
Actualmente, ambos países tienen grandes relaciones económicas, en lo que se refiere al comercio, haciendo énfasis en la investigación y desarrollo tecnológico en las áreas de biotecnología y defensa. La aerolínea israelí El Al no vuela a Singapur, ya que Singapur está localizado en la región de Indonesia y Malasia, de los cuales ambos países no reconocen a Israel como un estado, lo cual hace que obtener los permisos para volar esas áreas sean imposibles de concederse. Israel tiene relaciones diplomáticas con Singapur desde sus primeros años, pero se formalizaron en el año de 1968. Singapur es un centro regional de negocios israelíes, pues un gran número de miembros de ambas comunidades buscan oportunidades para realizar negocios conjuntos en las áreas de biotecnología, tecnologías de la información e industrias de softwares. Los diversos tratados bilaterales que tienen entre ellos, proporcionan un marco sólido para la cooperación en áreas como salud, defensa, tecnología y desarrollo. En el año de 1997, fue firmado un acuerdo binacional acerca de invertir en nuevas tecnologías financieras, esto representa las profundas relaciones que hay entre ambos países. Los intercambios culturales han ido aumentando debido a la participación de artistas israelíes en eventos internacionales en Singapur, causando un amplio interés en las artes israelíes. El Festival Anual de Cine ha crecido y se ha convertido en una de las principales atracciones.

### Sri Lanka
En mayo de 2011, el ministro de agricultura visitó Sri Lanka con un grupo de empresarios agrícolas para promover la cooperación entre los dos países.

### Tailandia
Tailandia e Israel tienen relaciones diplomáticas desde el 23 de junio de 1954. La embajada de Israel fue abierta en 1958, aunque la embajada de Tailandia en Tel Aviv abrió hasta 1996. Desde un inicio, ambos países han disfrutado de fuertes relaciones y cuentan con una fuerte cooperación bilateral en muchas áreas, las más notables en agricultura y educación. Miles de académicos tailandeses han sido enviados a estudiar a Israel, mientras que muchas escuelas en Tailandia han sido modificadas después de la experiencia de Israel con ayuda de la Agencia de Cooperación para el Desarrollo Internacional. Las visitas de estado hechas por la realeza tailandesa a Israel han sido reciprocas por parte de figuras públicas de Israel. Anualmente 100,000 turistas israelíes visitan Tailandia. Miles de trabajadores tailandeses con o sin experiencia han sido contratados en Israel y muchos estudiantes tailandeses estudian en Israel.
También hay una Cámara de Comercio entre Tailandia e Israel, así como la Fundación de Amistad entre Tailandia e Israel, y una pequeña comunidad de israelíes viviendo en Tailandia.

### Turkmenistán
En 2013, el ministro de Relaciones Exteriores abrió una nueva embajada en Asjabad, Turkmenistán.

### Vietnam
Vietnam e Israel establecieron relaciones diplomáticas el 12 de julio de 1993. Israel abrió su embajada en Hanói en diciembre de 1993. El primer embajador vietnamita en Israel presentó sus credenciales el 8 de julio de 2009. Desde el establecimiento de relaciones diplomáticas, los dos países han tenido visitas recíprocas en varios niveles y tienen fuertes lazos en las áreas de negocios, educación, cultura, cooperación tecnológica y agricultura. Las visitas concertadas por el gobierno de Israel incluyen delegaciones de empresarios, grupos académicos, periodistas, artistas, músicos, abogados, etc.

## Europa

### Albania
Israel y Albania establecieron relaciones diplomáticas el 20 de agosto de 1991. Sin embargo, Albania desde el año de 1949 ha reconocido al Estado de Israel. Albania tiene una embajada en Tel Aviv e Israel tiene una embajada en Tirana.

### Alemania
Debido a su papel en el Holocausto, Israel en un inicio tenía relaciones demasiado hostiles con Alemania y se rehusaba a establecer relaciones con dicho país. Sin embargo, las relaciones se fueron calmando, a medida que Alemania aceptó a pagar por los daños de la guerra en 1952, y las relaciones diplomáticas fueron establecidas oficialmente en 1965. Israel y Alemania ahora mantienen relaciones especiales, basadas en creencias comunes, valores occidentales y una combinación de perspectivas históricas. Entre los factores más importantes en su relación es el papel que tuvo la Alemania nazi, pues es la responsable del genocidio de más de 6 millones de judíos durante el Holocausto.
Alemania es el principal proveedor de armas a Israel, incluyendo Submarinos Clase Dolphin. La cooperación militar ha sido discreta pero beneficiosa para ambas partes por ejemplo, la inteligencia de Israel, mando a capturar miembros en Alemania occidental del ejército del Pacto de Varsovia para ser analizados. Los resultados ayudaron a desarrollar en Alemania un sistema antitanques.

### Armenia
Desde su independencia, Armenia ha recibido apoyo de Israel y actualmente es uno de sus mayores socios comerciales. Aunque ambos países tienen relaciones diplomáticas, no hay una embajada física de Israel en Armenia. En su lugar, Ehud Moshe Eytam, el embajador israelí en Armenia, se encuentra en Tiflis, Georgia y visita la capital de Armenia, Ereván dos veces al mes. Israel ha reconocido a 10 armenios como Justos entre las Naciones por arriesgar su vida para salvar judíos durante el Holocausto.

### Austria
Austria reconoció a Israel el 5 de marzo de 1949. Austria tiene una embajada en Tel Aviv y 3 consulados honorarios (en Eilat, Haifa y Jerusalén). Israel tiene una embajada en Viena. Ambos países son miembros de la Unión por el Mediterráneo. El Ministerio de Relaciones Exteriores de Austria enlista los tratados bilaterales con Israel (solo en alemán).

### Azerbaiyán
Las relaciones entre Israel y Azerbaiyán son buenas, Israel tiene una embajada en Bakú. En mayo de 1999, el Consejo Estados Unidos-Azerbaiyán patrocinó un seminario donde se discutieron las relaciones entre azeríes, judíos e Israel. En abril de 2010, una delegación comercial visitó Bakú para discutir nuevas maneras de fortalecer las relaciones bilaterales en el área económica.
Muchos azeríes expresaron que tienen esperanza en que la amistad que tienen con Israel ayude a resolver la disputa de Nagorno-Karabaj y la integración de Azerbaiyán con occidente.[cita requerida] La Sociedad de Amistad Azerbaiyán-Israel facilita y promueve los enlaces bilaterales diplomáticos y de negocios. En octubre de 2001, el presidente Aliyev se comprometió a abrir una embajada en Israel y envió a su ministro de relaciones exteriores a visitar el país. Aunque nada ha sucedido desde entonces, las cooperaciones estratégicas entre Israel y Azerbaiyán continúan creciendo.
Durante muchos años, Azerbaiyán ha mantenido grandes tasas de migración hacia Israel debido a la situación económica y política del país. En 2002, 475 judíos hicieron aliyá y 111 migraron a Estados Unidos. El gobierno de Azerbaiyán recibe regularmente actualizaciones sobre los judíos azeríes en Israel, quienes se ven afectados por el desempleo, crimen y otros problemas sociales que viven los nuevos migrantes en Israel.

### Bielorrusia
Israel estableció relaciones con Bielorrusia en el año de 1992 y sus relaciones de amistad continúan hasta el día de hoy. En abril del año 2000, Bielorrusia e Israel firmaron un tratado en las áreas de comercio, ciencia, cultura y educación. Los dos países también formaron un comité para mejorar sus relaciones entre las dos naciones. Bielorrusia tiene una embajada en Tel Aviv e Israel tiene una embajada en Minsk. Ninguno de los dos países le piden visa a sus ciudadanos para entrar a su territorio. El ministro de Relaciones Exteriores Vladimir Makei continúa trabajando en las relaciones de ambos países y también expresó que tiene esperanza en la creación de nuevas oportunidades que faciliten en un futuro la cooperación en todos las áreas con Israel. Ambos países celebraron su aniversario número 20 en diciembre de 2012. La cooperación bilateral se ha dado en campos como el turismo, cultura, comercio, economía, educación, y otros. En el año 2013, el vice primer ministro de Bielorrusia Mijaíl Rusyi, conoció oficiales israelíes del Ministerio de Alimentación y Agricultura de Bielorrusia, del Comité Estatal de Ciencias y Tecnología, del Banco de Bielorrusia y del Comité Ejecutivo de la provincia de Vietebsk, para facilitar la cooperación económica así como para el desarrollo e innovación en tecnologías dentro del sector agricultor de Bielorrusia.

### Bulgaria
Israel y Bulgaria comparten relaciones especiales. Bulgaria fue uno de los pocos países en Europa que salvó a 48,000 judíos durante la Segunda Guerra Mundial. Israel y Bulgaria establecieron relaciones diplomáticas en el año de 1948. Después de la guerra de los Seis Días Bulgaria rompió relaciones diplomáticas con Israel. En 1990 las relaciones diplomáticas fueron restablecidas. Bulgaria tiene una embajada en Tel Aviv e Israel tiene una embajada en Sofía y un cónsul honorable en Varna.
La cooperación se ha ido consolidando por acciones inesperadas de buena voluntad por parte de ambas naciones. Durante el verano de 2010, Bulgaria envió 90 bomberos a Israel, con el objetivo de unir esfuerzos para apagar un incendio al interior de Haifa. En el verano de 2012, Israel mandó dos aviones "air tractor" a Bulgaria para ayudar al país a combatir un incendio en las montañas de Vitosha cerca de Sofía, lo que significó un acercamiento mayor y el fortalecimiento de las relaciones entre ambos países. El 7 de julio de 2011, el primer ministro de Bulgaria Boiko Borísov y el primer ministro de Israel Benjamín Netanyahu firmaron una declaración, en la cual prometieron tener una relación más estrecha entre los dos países y gobiernos, esto tendría un impacto en las áreas de relaciones exteriores, seguridad nacional, emergencias, turismo, energía y agricultura. Israel también resaltó el símbolo que Bulgaria representa para la cooperación internacional, pues entre ambos países se preserva una memoria histórica, de aprendizaje e investigación del holocausto, combatiendo la xenofobia y el antisemitismo.
En enero de 2012, Israel y Bulgaria firmaron dos memorándum de entendimiento, el propósito del primero era unir entrenamientos militares y el segundo era implantar una cooperación en el sector de defensa. Los dos acuerdo fueron firmados por el ministro de Defensa israelí Ehud Barak y el ministro de Defensa búlgaro Anyu Angelov. El ministro de Bulgaria dijo que los dos acuerdos, además de los beneficios económicos y de defensa, también "traen un mensaje político–las relaciones entre Bulgaria e Israel están un paso adelante hacia una cooperación más fuerte y un diálogo estratégico". Después de la explosión de unas bombas dentro de un autobús en Burgas, en el año 2012, Bulgaria e Israel prometieron incrementar la seguridad en sus relaciones discutiendo varios aspectos de la cooperación bilateral en una junta que tuvieron entre el Ministerio de Interior entre el Primer viceministro de Bulgaria y el ministro de Interior Tsvetlin Iochev y el ministro de Relaciones Exteriores de Israel Avigdor Leiberman, en noviembre de 2013. Una investigación internacional dirigida por Bulgaria ha establecido que los responsables del ataque al autobús están en el área militar de Hezbolá donde cinco turistas israelíes y un ciudadano búlgaro murieron.
Los gobiernos de ambos países también han intentado cooperar en otros sectores como el de las tecnologías, el de comunicación, salud y agricultura, así como la continuación del desarrollo del turismo entre ambos países. Israel también ha intentado unirse con Bulgaria, Chipre, Grecia y Rumania para crear un grupo regional para combatir los desafíos comunes de seguridad, como resultado de una reunión realizada en marzo de 2014 entre Lieberman y el ministro de Interior de Bulgaria Tsvetlin Yovchev.

### Croacia
Cuando Croacia era parte de Yugoslavia (1943-1991), Yugoslavia estableció relaciones diplomáticas con Israel en el año de 1948, pero después de que Israel atacó Yugoslavia en el movimiento de países no alineados, Yugoslavia se alió con Egipto en la guerra de los Seis Días en 1967, Yugoslavia rompió todos los lazos diplomáticos con Israel. Después de la disolución de Yugoslavia como resultado de una serie de conflictos políticos, Croacia declaró su independencia el 8 de octubre de 1991, y oficialmente restableció sus relaciones bilaterales con Israel, quien reconoció a Croacia como un estado independiente el 16 de abril de 1992, pero debido a diversos desacuerdos con el presidente de Croacia Tuđman, las relaciones diplomáticas fueron establecidas 5 años después, el 4 de septiembre de 1997. Desde entonces, las relaciones entre Croacia e Israel han sido excelentes. Croacia tiene una embajada en Tel Aviv y cuatro consulados honorarios (en Asdod, Cesarea, Jerusalén y Kfar Shmaryahu). Israel tiene una embajada en Zagreb. Además Croacia no reconoce al Estado de Palestina. 

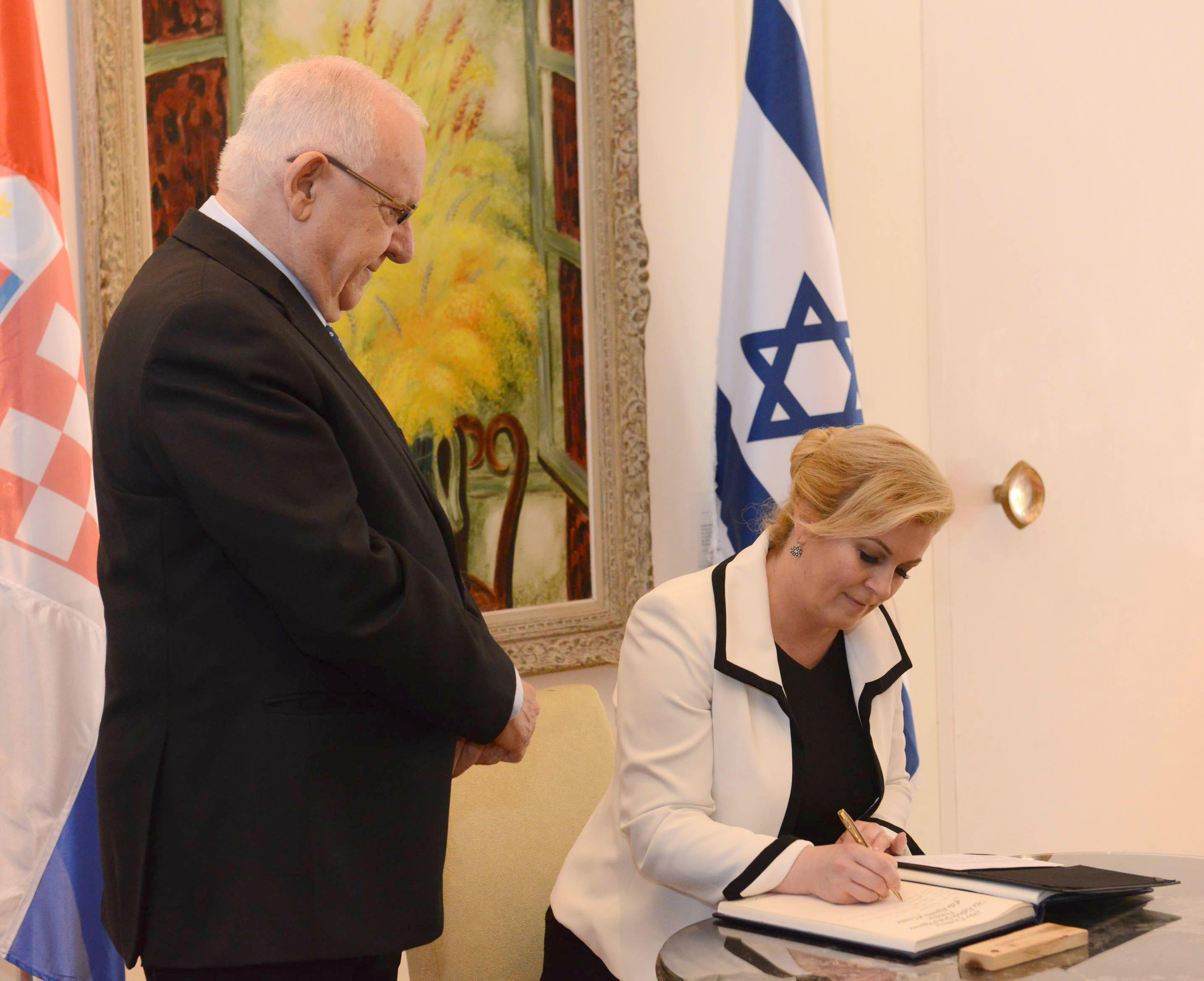
Presidente de Croacia Kolinda Grabar-Kitarović con el presidente de Israel Reuven Rivlin, julio de 2015.

### Chipre
Israel tiene relaciones diplomáticas con Chipre desde la independencia de Israel en 1948, cuando Chipre era un protectorado británico. Las relaciones entre Israel y Chipre han crecido desde 1960, año en que Chipre se independizó. Los países vecinos tienen intercambios comerciales regularmente y hay un gran flujo turístico entre ellos, Sin embargo, frecuentemente políticos de Chipre han estado en contra de la estrategia militar de Israel en territorios palestinos, así como de la Guerra del Líbano de 2006, durante la cual Chipre fue forzado a administrar un gran flujo de refugiados que salían y entraban de Líbano. 

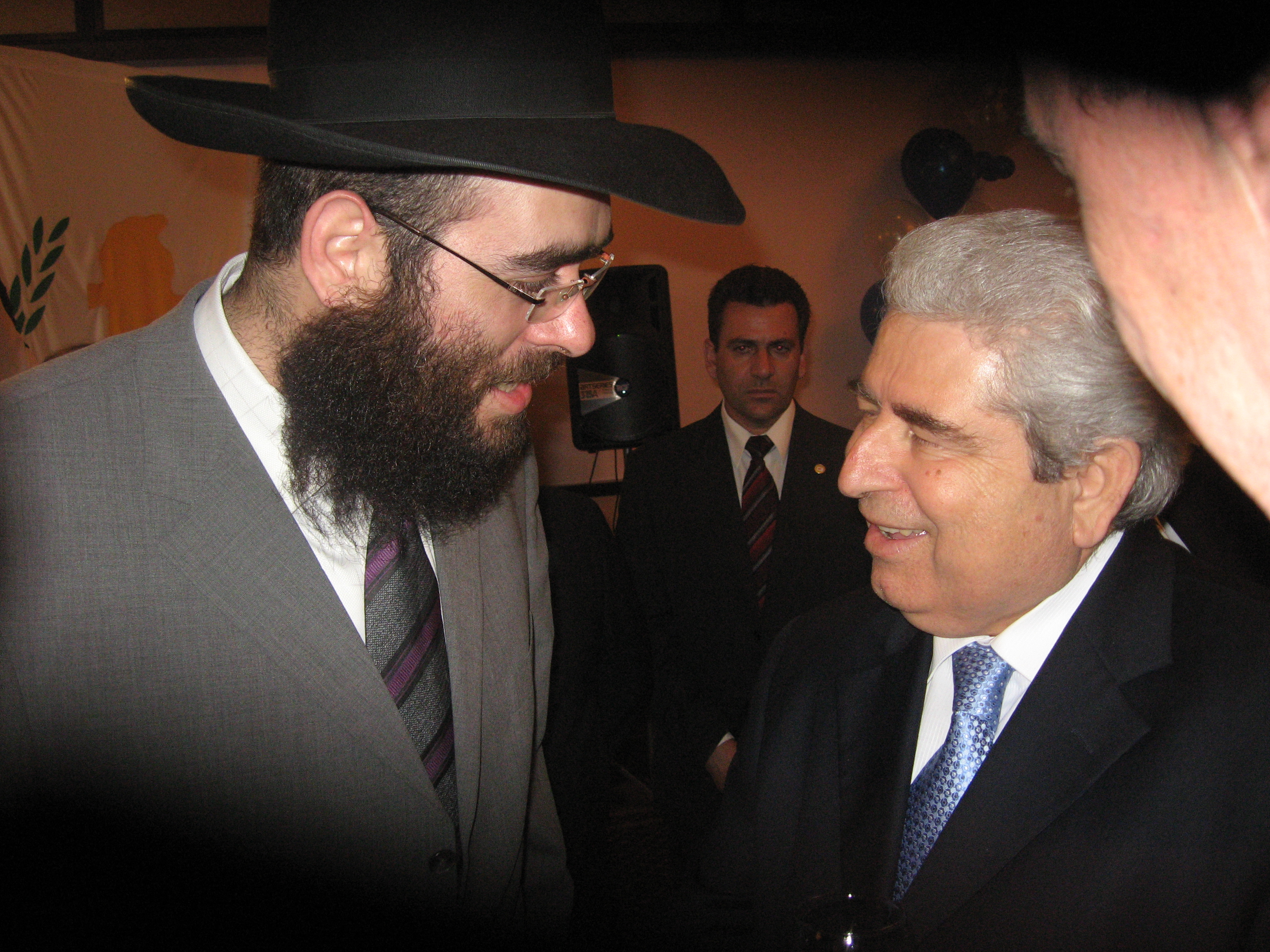
Jefe de Rabinos en Chipre, Arie Zeev Raskin conoce al presidente de Chipre, Demetris Christofias.

Sin embargo, desde el descubrimiento de gas natural en el campo de Leviathan las relaciones entre ambos países se han vuelto más cordiales. Los dos países desmarcaron sus zonas económicas exclusivas en 2010. El alza del antagonismo de Israel con Turquía provocó que el nivel de cooperación aumentara entre los dos países, pues Israel trató de compensar, mejorando sus relaciones con otros países. En febrero de 2012, Netanyahu visitó Chipre, siendo la primera visita de un primer ministro israelí en la historia. La colaboración entre Chipre, Israel y Grecia en la extracción de gas natural ha sido llamada por los medios de comunicación como el Triángulo de la Energía.
Chipre tiene un importante papel como el lugar donde más parejas israelíes obtienen el casamiento por el civil, ya que Chipre es el país más cercano a Israel con buenas relaciones diplomáticas que ve cuestiones sobre el matrimonio civil. Israel no tiene matrimonios civiles, solamente religiosos, con restricciones religiosas sobre la elegibilidad del matrimonio, y una ley que fue aprobada recientemente permite el matrimonio civil en Israel bajo ciertas condiciones: que ambos individuos no sean judíos y que sean residentes del estado. A pesar de eso, Israel reconoce los matrimonios civiles celebrados en el extranjero, por eso Chipre es el país que más licencias de casamiento tiene.
Las relaciones entre Israel y Chipre están basadas en el respeto por los valores de occidente, el apoyo al libre mercado económico y el establecimiento de democracias en el Medio Oriente que podrían coexistir de manera pacífica.

### Dinamarca
Las relaciones entre Dinamarca e Israel han sido amistosas y cercanas. Dinamarca votó por la partición de Palestina en 1947 y apoyó a Israel en las Naciones Unidas. Dinamarca fue uno de los pocos países de Europa en salvar un gran número de población judía durante la Segunda Guerra Mundial. En Jerusalén, hay un monumento al rescate de judíos daneses, así mismo en su honor hay escuela llamada Dinamarca y un Hospital llamado Rey Cristián X en Eitanim, nombrado así después de la Segunda Guerra Mundial en honor al rey de Dinamarca.
Dinamarca tiene una embajada en Tel Aviv e Israel tiene una embajada en Copenhague.
La vida política de los dos estados han estado un tanto entrelazadas: El exministro de Asuntos Sociales Michael Melchior nació en Dinamarca y es hijo del exjefe de rabinos en Copenhague, Bent Melchior, es sobrino del exministro de Tráfico, Turismo y Comunicación danés Arne Melchior, y es nieto del rabino que apoyó a los judíos refugiados de Suecia en Dinamarca 1943-1945, Marcus Melchior, el director de Centro Peres por la Paz de 2001 a 2011, Ron Pundak quien jugó un rol importante en el comienzo del proceso de paz en Oslo y fue parte del grupo detrás de la iniciativa de Ginebra, es el hijo de un periodista danés bastante reconocido Herbert Pundik; y el destacado político israelí Yohanan Plesner, exgobernador en el Comité Plesner, es el hijo de Ulrik Plesner, un arquitecto danés.

### Eslovaquia
Israel y Eslovaquia establecieron relaciones diplomáticas en 1993. Israel tiene una embajada en Bratislava. Eslovaquia tiene una embajada en Tel Aviv. En mayo de 2008, el primer ministro de Eslovaquia Robert Fico llamó a Ehud Olmert y a Shimon Peres a fortalecer las relaciones diplomáticas entre Eslovaquia e Israel. Existe una Cámara de Comercio e Industria Israel-Eslovaquia para facilitar el avance en cooperación económica y empresarial entre ambos países.

### Eslovenia
Israel y Eslovenia establecieron relaciones diplomáticas, cuando Israel reconoció oficialmente a Eslovenia el 16 de abril de 1992 y el 28 de abril de 1992 ambos países firmaron el protocolo donde establecían sus relaciones diplomáticas. La Cámara de Comercio Eslovenia-Israel fue establecida en el año 2010, lo que significaría un fortalecimiento en las relaciones y ambos países, dónde se han discutido los temas de cooperación bilateral en empresas, turismo, ciencia, tecnología y agricultura.

#### Judíos eslovenos en Israel
Una cantidad considerable de eslovenos pertenecientes a la comunidad judía está presente en el área de Gush Dan.

### España
Israel y España han mantenido relaciones diplomáticas desde el año de 1986. Por eso, las exportaciones israelíes España están comenzando a crecer, en el año 2006 las exportaciones estuvieron valuadas en $870 millones de dólares, y las compañías israelíes han estado haciendo negocios con España incluyendo trabajos en el Mar Muerto, productos químicos de Haifa, Amdocs, Comverse y la Farmacéutica Teva. El ministro de Relaciones Exteriores de España hizo una visita oficial a Israel en mayo de 2008.

### Estonia
Estonia e Israel mantienen excelentes relaciones. Israel oficialmente reconoció a la República de Estonia el 4 de septiembre de 1991 y las relaciones diplomáticas fueron establecidas el 9 de enero de 1992. El ministro de Relaciones Exteriores Urmas Paet abrió la embajada de Estonia en Tel Aviv en noviembre del año 2009. Mientras que en el año 2012, el intercambio comercial con Israel fue de 19.9 millones de euros.

### Finlandia
En el año 2004, fue creado un Programa de Cooperación para la Investigación y Desarrollo de Proyectos en el campo de las tecnologías de la información entre Finlandia e Israel conocido como FIT. La oficina del científico en jefe en Israel en Tekes junto a la Agencia finlandesa de financiación para investigación e innovación, les fueron asignados a cada uno 5 millones de euros para financiar proyectos. En el año 2005, Finlandia exportó un total de 155,24 millones de euros e importó de Israel a Finlandia un total de 95,96 millones de euros. Las principales exportaciones de Finlandia a Israel son equipos de telecomunicaciones y maquinaria, así como frutas y vegetales.

### Francia
A principios de los años 1950, Francia e Israel mantuvieron lazos políticos y militares ya que ambos tenían como enemigo en común el nacionalismo del panarabismo. Francia era uno de los principales proveedores de armas de Israel hasta su retirada de Argelia en 1962, lo que provocó que se movieran la mayoría de los intereses que tenían en común, por lo que Francia se volvió cada vez más crítico de Israel. Esta nueva realidad se hizo más clara cuando Israel estaba liderando la guerra de los Seis Días en junio de 1967, y el gobernador Charles de Gaulle impuso un embargo de armas en la región, afectando principalmente a Israel, quien había recibido el apoyo armamentista de Francia desde la década anterior.
Bajo el gobierno de François Mitterrand a principios de los años 1980's, las relaciones entre Francia e Israel mejoraron significativamente. Mitterrand fue el primer Presidente francés en visitar Israel.  En 1967, después de la guerra de los Seis Días, 5.300 judíos franceses emigraron a Israel.

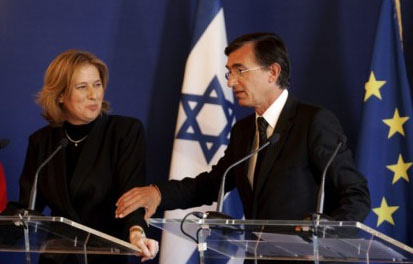
Tzipi Livni y el ministro Francés de Relaciones Exteriores Douste-Blazy.

### Georgia
Las relaciones entre Israel y Georgia son excelentes. El primer ministro de Defensa de Georgia de 2006 a 2008, Davit Kezerashvili vivió en Israel. Israel le ha vendido armas a Georgia por siete años, y estas fueron financiadas por Estados Unidos. Entre estas armas se encuentran drones israelí de espionaje proporcionados por el primer ministro de Tel Aviv, Roni Milo. Consejeros israelíes, estimaron un número entre 100 y 1,000 militares de Georgia que han entrenado en Israel durante un tiempo. Las dos naciones mantienen una política libre de visas, donde autoridades de Georgia e Israel firmaron un acuerdo para quitar los requerimientos de visa a los ciudadanos de Georgia que quieren viajar a Israel, siendo recíprocos con la política que Georgia ya tenía libre de visa para los israelíes desde mediados de 2005.
Georgia tiene su embajada en Tel Aviv, y el Estado de Israel tiene su embajada en Tiflis. En junio de 2013, el primer ministro de Georgia Bidzina Ivanishvili elogió tanto a la nación de Israel como a la gente judía y está interesado en incrementar las relaciones entre Israel y Georgia. Ivanishvili también quería extender su estrategia para asociarse en futuras cooperaciones económicas, haciendo más fácil para empresarios e inversionistas israelíes, no solamente hacer negocios en Israel, sino también crear caminos para hacer negocios para los ciudadanos de Georgia. La Cámara de Negocios Israel-Georgia fue establecida en el año de 1997, para facilitar las transacciones de negocios entre ambos países y actuó como un guía para los negocios de Israel a través de la economía de Georgia. Los principales sectores de cooperación son seguros, bienes raíces y construcción, soluciones médicas y dentales, proyectos industriales, de servicios públicos y de energía.

### Grecia
Tanto Grecia como Turquía, reconocieron al Estado de Israel a finales de 1940, pero fueron representados en Tel Aviv con una embajada de menor nivel. Las relaciones entre Grecia e Israel mejoraron en 1995. El comercio se duplicó entre 1989 y 1995. Ese mismo año Israel exportó $200 millones de dólares en productos químicos y petroleros a Grecia e importó $150 millones de dólares en cemento, comida y materiales de construcción. Israel es el segundo importador más grande de productos griegos en el Medio Oriente.
En diciembre de 1994, fue ratificado un acuerdo de cooperación en asuntos militares entre Israel y Grecia, sin embargo ambas partes se negaron a activar el acuerdo (posponiendo un acuerdo con Turquía para febrero de 1996). Grecia estaba aparentemente preocupada por el alineamiento del mundo árabe, mientras que Israel no quería molestar a los turcos. Grecia e Israel acordaron realizar maniobras navales conjuntas para el final del verano de 1997, pero fue pospuesto por los griegos. La razón dada para posponerlo fue que la armada griega se encontraba ocupada previniendo las infiltraciones de Albania, y no podía prescindir de otro equipo para los ejercicios.

Las relaciones entre Israel y Grecia mejoraron a medida que las relaciones entre Turquía e Israel empeoraban debido a las secuelas del ataque a las flotillas de Gaza en 2010. En octubre de 2010, las Fuerzas Aéreas de Israel y Grecia entrenaron juntas en Grecia. De acuerdo con la BBC, eso significó un aumento en las relaciones, que se debía en parte al malentendido que había con Turquía.  En noviembre de 2011, la Fuerza Aérea de Israel funjió como antifriona de la Fuerza Aérea Helénica en un ejercicio conjunto en la base Uvda. 

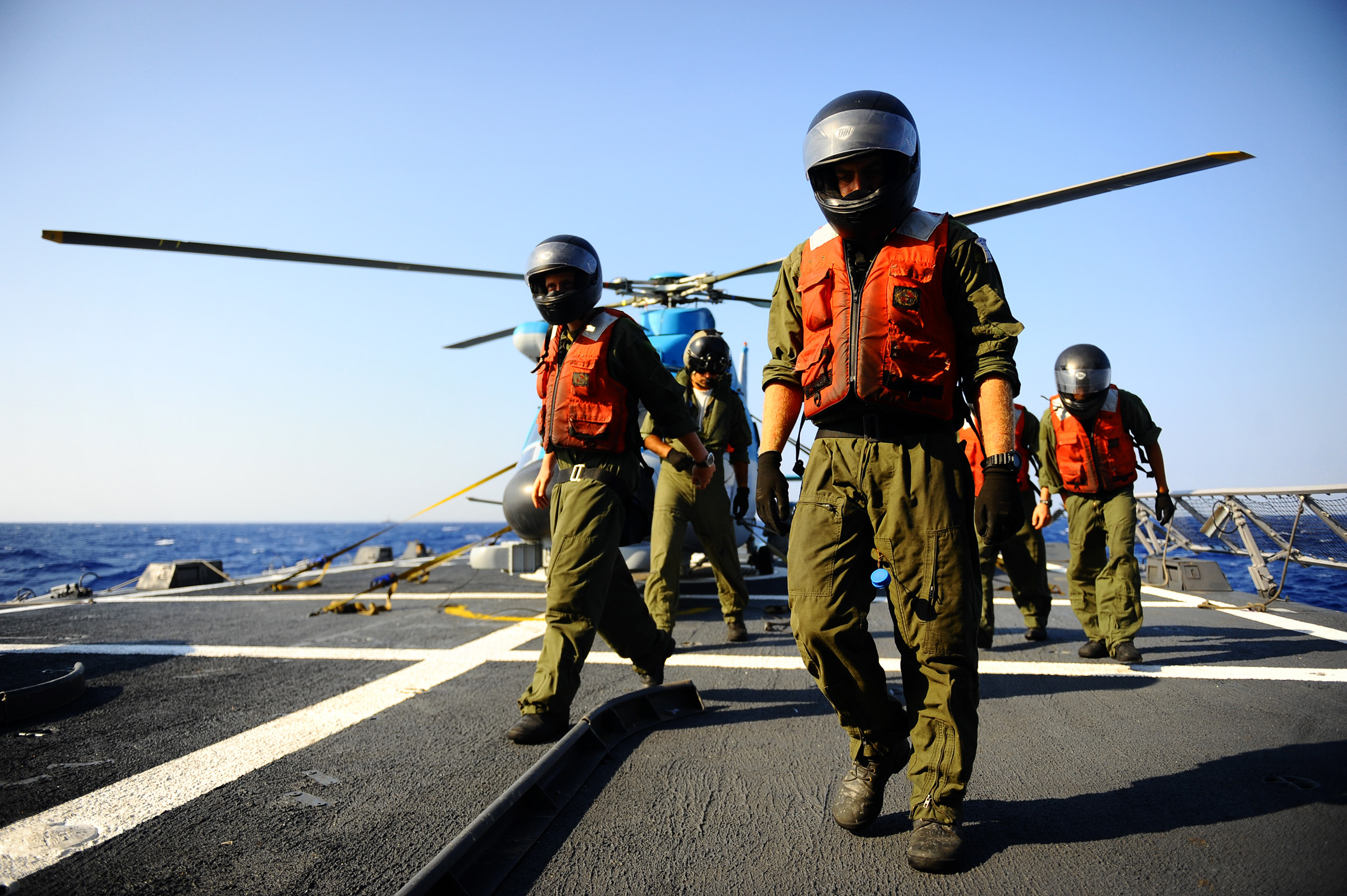
Las fuerzas armadas de Israel y Grecia en 2012 cerca de El Pireo.

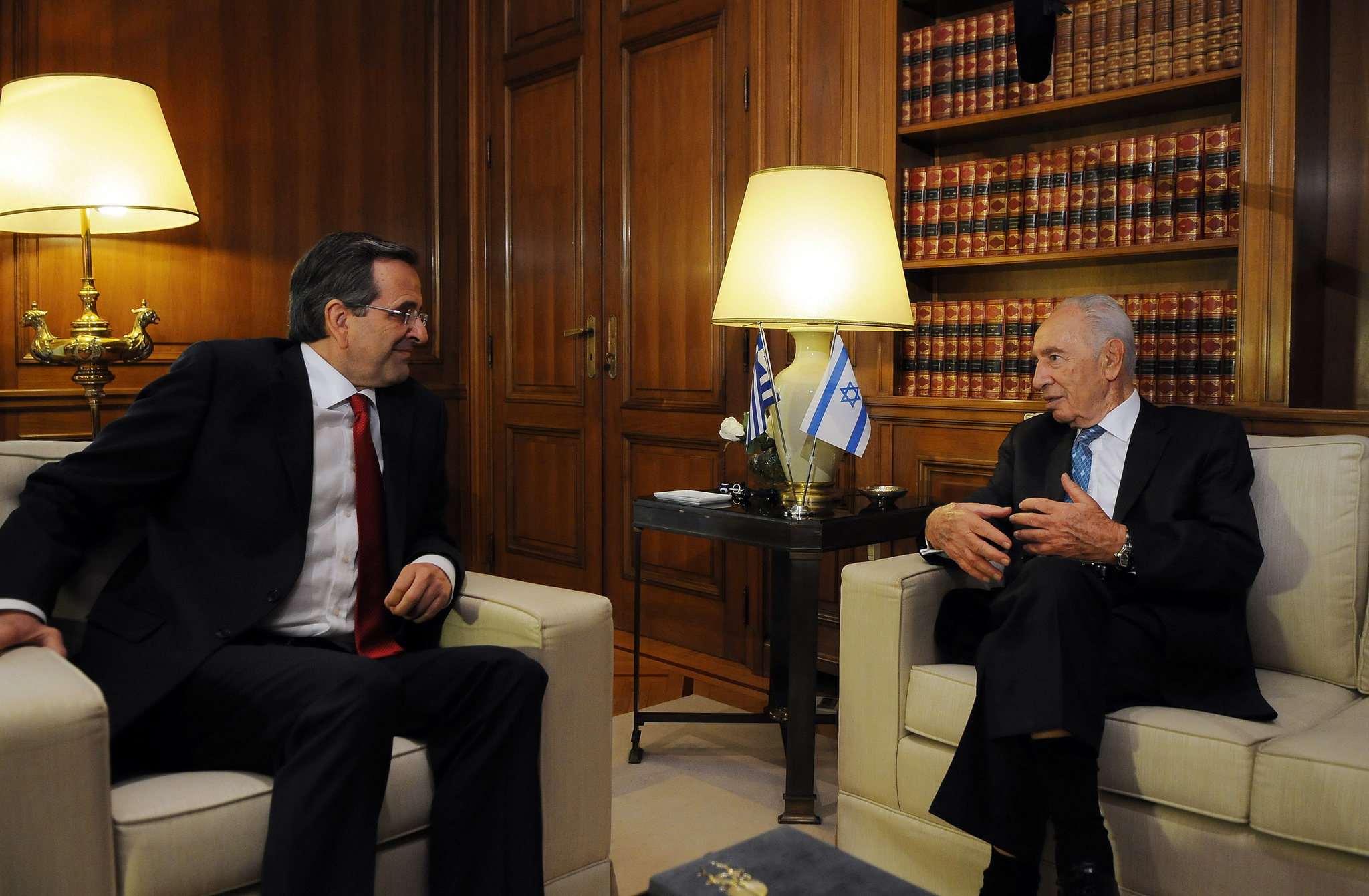
Reunión del Presidente de Israel Shimon Peres y el Primer ministro de Grecia Antonis Samaras, en agosto de 2012 en Atenas.

La unión entre Israel y Chipre en el trabajo de las exploraciones para obtener gas y petróleo, también es un importante factor para Grecia, pues le ha dado fuerte lazos con Chipre. Adicionalmente, las empresas de energía controladas por Grecia e Israel, están planeando instalar el cable de energía submarina más grande del mundo, uniendo a Israel, Chipre y Grecia para el año 2015. La unión llamada, el Proyecto de Interconector Euroasiáico sería el más largo del mundo.

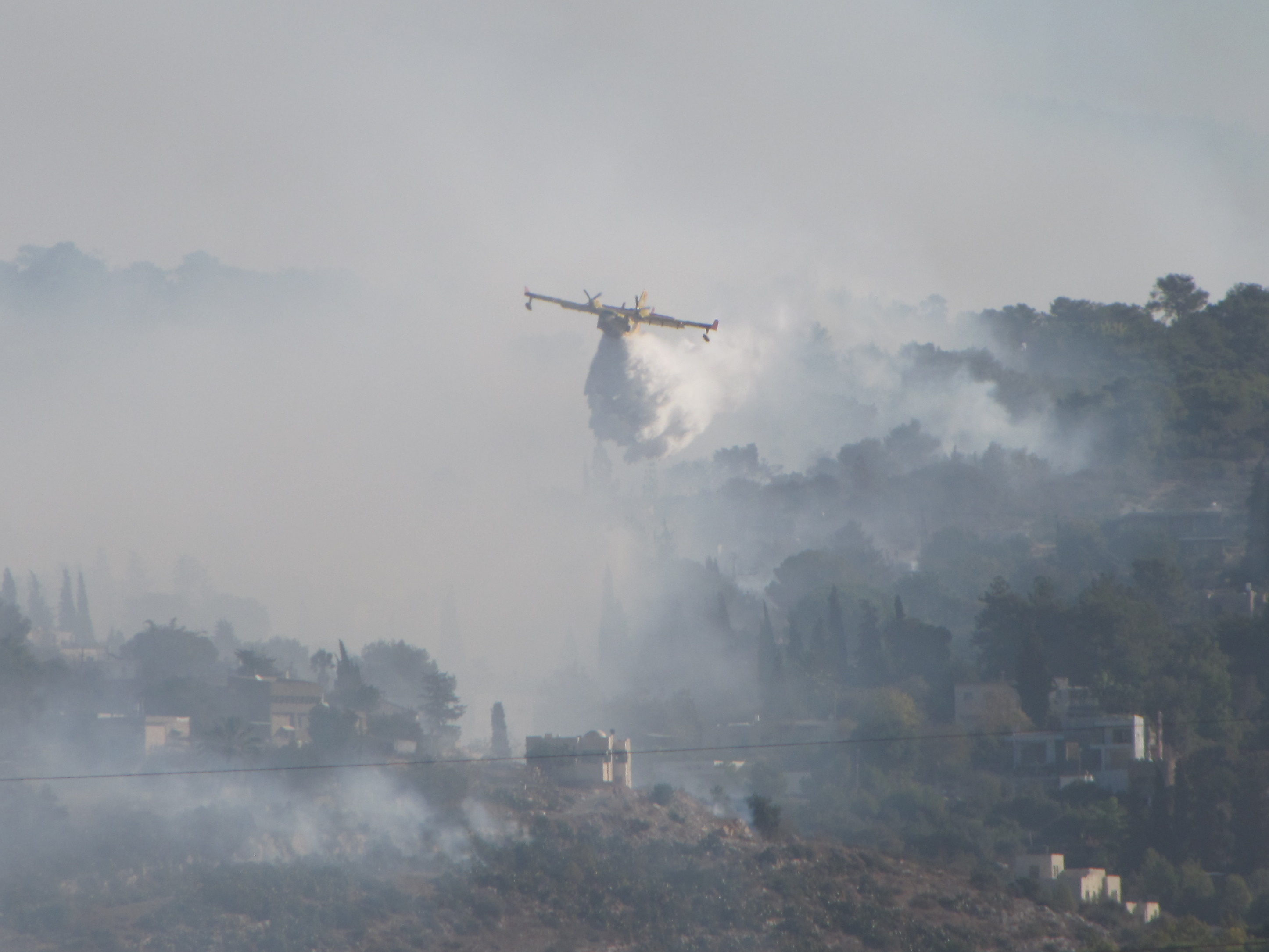
Fuerza Aérea Helénica, en un Bombardier 415s peleando contra un incendio en Ein Hod, el 4 de diciembre de 2010.

En el año 2013, se creó un nuevo comité de acción en el Congreso de Estados Unidos sobre la alianza entre Grecia e Israel. La creación y objetivos del Comité Griego-Israelí bajo el nombre de Congreso de la Alianza Helénica-Israelí fueron anunciados en un evento especial llevado a cabo en el Congreso estadounidense. Es copresidido por los miembros del Congreso Gus Bilirakis, representante republicano de Florida y Ted Deutch, representante demócrata de Florida y la reunión Grecia-Israel está formada por los miembros más poderosos de ambos partidos políticos, republicanos y demócratas. Está estimado que podría ser el grupo de presión más importante en el Congreso para el año 2014.

### Hungría
Hungría e Israel establecieron relaciones diplomáticas en 1948 y rompieron relaciones durante la guerra de los Seis Días en 1967. Las relaciones fueron restauradas en 1989, así como la apertura de embajadas y consulados, Hungría tiene una embajada en Tel Aviv y cuatro consulados honorarios (en Eilat, Haifa, Jerusalén y Tel Aviv) e Israel tiene una embajada en Budapest y un consulado honorario en Szeged. Ambos países han subrayado el aumento de comercio y turismo entre ellos, y hay un estimado de que 30,000 judíos húngaros emigraron a Israel en 1948. Ambos países son miembros de la Unión por el Mediterráneo.

### Irlanda
En 1975, Irlanda e Israel establecieron relaciones diplomáticas. A partir de 2016 el embajador israelí en Irlanda es Zeev Boker y la embajadora irlandés en Israel es Alison Kelly.
El gobierno irlandés siguió una línea similar a los otros gobiernos de la Unión Europea durante la guerra del Líbano de 2006, el gobierno irlandés condenó las acciones de Israel como "imprudentes y desproporcionadas" y llamó para un cese al fuego de manera inmediata de ambos lados, también condenó las acciones de Hezbolá. Durante el conflicto, un cargamento de bombas que planeaba aterrizar en Irlanda proveniente de Estados Unidos con destino a Tel Aviv le fue negado el aterrizaje y el uso de espacio aéreo irlandés por el gobierno de Irlanda. El envío de armas se debió a un acuerdo que hizo el gobierno de Estados Unidos con Israel. Los envíos fueron desviados por Escocia, lo cual también causó controversia.
En el año 2010, las Fuerzas de Defensa de Israel subieron de manera forzada a un barco irlandés con destino a la Franja de Gaza, lo cual hizo que empeoraran las relaciones, la Mosad de Israel también estuvo involucrada en la fabricación de pasaportes israelíes falsos, posteriormente 2 miembros del personal de seguridad del embajador en Dublín fueron reportados. En 2010, hubo numerosas protestas en la embajada de Israel en Irlanda por el trato a los palestinos.

### Italia
Las relaciones entre Italia e Israel se mantienen fuertes, con frecuentes intercambios diplomáticos y comerciales. El gobierno israelí ha seguido con mucha atención la lucha en contra del terrorismo internacional llevada a cabo por el gobierno italiano.

### Kosovo
El 17 de febrero de 2008, Kosovo declaró su independencia de Serbia, un movimiento que Serbia no aceptó. Kosovo ha sido reconocido substancialmente por varios miembros de las Naciones Unidas, incluyendo Estados Unidos y gran parte de los miembros de la Unión Europea, pero no Israel. Al momento de la declaración, el ministro de Relaciones Exteriores de Israel dijo: "Nosotros no hemos decidido, monitorearemos los eventos y consideraremos el problema". Israel esta renuente en reconocer la independencia de Kosovo, en parte porque hay posibilidad que los palestinos usen el reconocimiento de Kosovo para justificar su declaración unilateral de independencia.

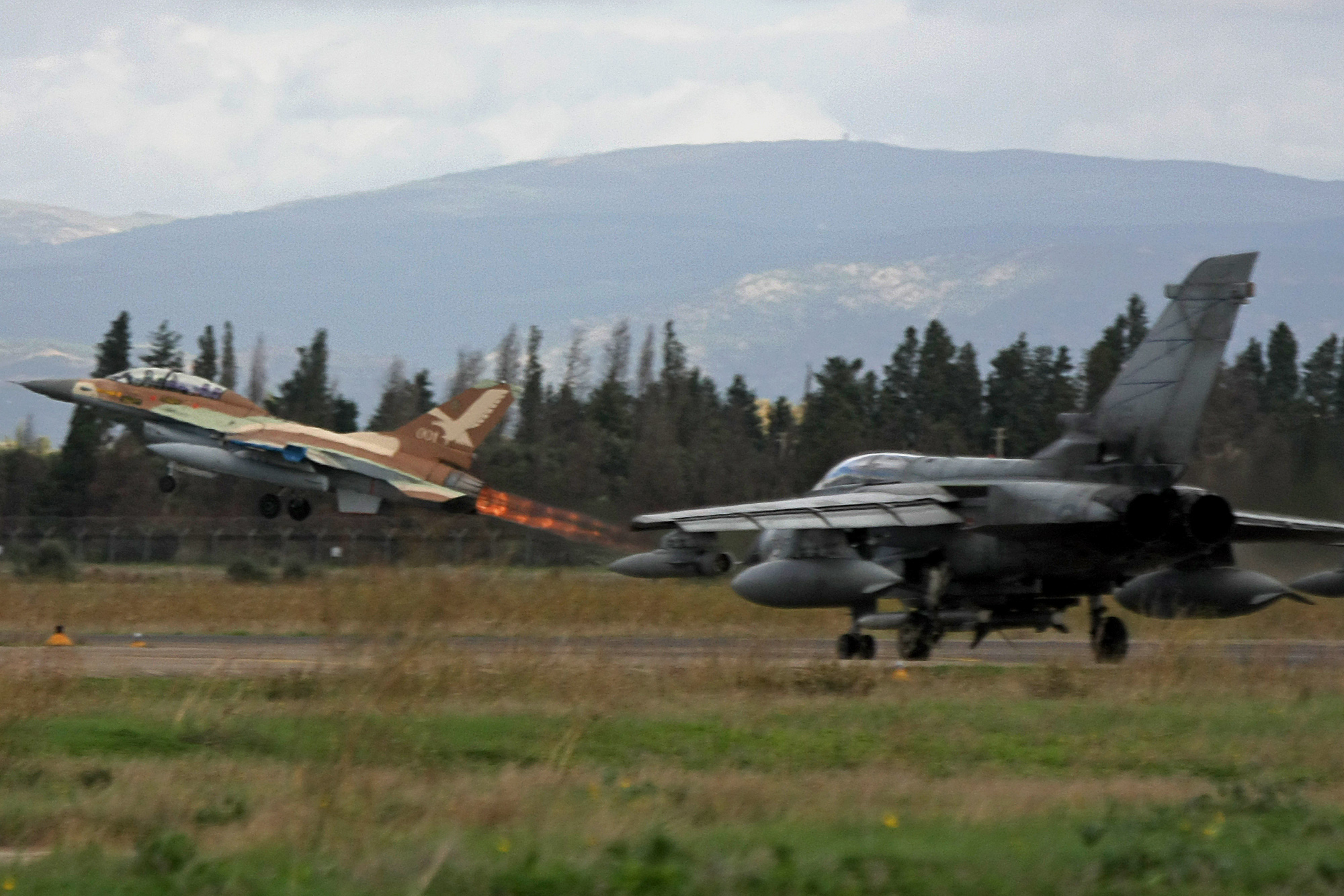
Fuerzas Aéreas de Israel y de Italia, concluyeron un extenso ejercicio en conjunto de dos semanas en Sardinia, el 17 de noviembre de 2010.

### Letonia
Letonia e Israel establecieron relaciones diplomáticas el 6 de enero de 1992. En octubre de 2012, el ministro de Relaciones Exteriores Edgar Rinkevics hizo un llamado a las autoridades israelíes para que los apoyaran en el desarrollo económico y con el apoyo en contactos comerciales entre ambos países, con el fin de que Letonia pudiera acceder a la Organización para la Cooperación y el Desarrollo Económico (OCDE). Rinkevics también se reunió con el presidente de Israel Shimon Peres, en representación del presidente Berzins, para que realizara una visita a Letonia. Rinkevics y Shimon Peres acordaron que las bases para el desarrollo y la cooperación entre los dos países, así como la creación de nuevas oportunidades en el área de educación y sólidas bases económicas.
El primer ministro de Relaciones Exteriores de Israel Avigdor Lieberman también corroboró las afirmaciones sobre el hecho de que Israel también estaba interesado en tener relaciones más cercanas con Letonia, como Rinkevics enfatizo en el 20 aniversario de las relaciones entre Letonia e Israel en 2012 y ambos Ministros de Relaciones Exteriores expresaron su compromiso para reforzar la cooperación económica y comercial, incluyendo contactos empresariales entre Letonia e Israel y una operación de cooperación en las áreas de educación, cultura y ciencia.

### Lituania
Israel reconoció la independencia de Lituania en 1992. Ambos países establecieron relaciones diplomáticas en 1992. Israel tiene una embajada en Vilna. Lituana tiene una embajada en Tel Aviv y dos consulados honorarios (en Herzliya y Ramat Gan). Las relaciones son amistosas, el comercio bilateral y el turismo se han duplicado entre las dos naciones, así mismo dos nuevos vuelos se han establecido entre los dos países desde el año 2010.
Los logros de Lituania, particularmente los logros en bioquímica y biociencias han atraído a los empresarios e inversionistas de Israel, para invertir en el sector científico y tecnológico de Lituania, mientras que Lituania está entusiasmado en combinar el potencial empresarial e intelectual de Israel con la fuerte investigación en ciencia y tecnología, y la fuerza de trabajo de Lituania. Ambos países concluyeron un acuerdo en cooperación en el área de investigación industrial y desarrollo experimental, así como una cooperación a futuro sobre capital empresarial e investigación de proyectos en curso.
Las reuniones bilaterales entra ambas naciones han sido inesperadamente altas entre 2009-2011 y las cooperaciones entre las dos naciones permanecen excelentes con diversas formas de cooperación incluyendo ciencia, economía, educación, y cultura como enfatizó el ministro de Relaciones Exteriores de Lituania Audronius Azubalis. La expresidenta de Lituania Dalia Grybauskaite ha declarado a Israel como un país modelo de innovación, por lo que esa es una de las razones por las cual Lituania está interesado en mejorar sus relaciones bilaterales.
En el año 2011, el turismo israelí hacia Lituania creció un 62%, y las exportaciones lituanas a Israel incrementaron en un 54%. La compañía farmacéutica israelí Teva Pharmaceutical Industries Ltd, ha manufacturado una planta en Lituania y TEVA ha invertido recientemente en Sicor Biotech, una compañía farmacéutica de Lituania, lo que significa cooperación económica y alienta el desarrollo de las ciencias como la biotecnología e ingeniería genética en las universidades lituanas.
Las compañías israelíes han estado muy interesadas en hacer investigaciones clínicas en Lituania; muchos de ellas están listas para cooperar con instituciones médicas en Lituania y han invertido para hacer crecer el sector científico. En 2012, la empresa de biotecnología lituana ProBioSanus, firmó un acuerdo de representación con Bharat Israel, el cual consistiría en que los productos de cuidado personal y de limpieza de ProBioSanus, estarían en venta por primera vez a la venta en Israel. La compañía ya abrió tiendas en Lituania y Escandinavia. El señor Andrejauskas director de ProBioSanus habló sobre el acuerdo diciendo que "nosotros tenemos una fuerte base científica y tenemos el potencial intelectual en Lituania, por lo tanto estamos poniendo principal atención en la creación de nuevas fórmulas y productos." Más allá de las inversiones israelíes en el sector científico de Lituania, la presencia lituana en la industria alimenticia de Israel continúa siendo fuerte, pues los supermercados israelíes venden queso lituano, postres de requesón, mayonesa vilnius, mantequilla Žemaitijos Pienas, helado Panevėžys, cervezas Švyturys-Utenos Alus y varios tipos de licores lituanos. De acuerdo con el analista financiero y empresario lituano Vadimas Ivanovas, dice que las cadenas israelíes están muy interesadas en dulces lituanos, repostería, vegetales enlatados, varios tipos de salsas, bebidas alcohólicas, agua mineral. "Veral es particularmente popular".

### Luxemburgo
En noviembre de 1947, Luxemburgo votó a favor del plan de partición de Palestina para crear el Estado judío. Israel y Luxemburgo establecieron relaciones diplomáticas en 1949. Debido al pequeño tamaño de Luxemburgo, la embajada de Israel está localizada en Bruselas y Luxemburgo está representado políticamente por la embajada holandesa y en lo que refiere a la economía por la embajada belga.

### Moldavia
Las relaciones entre Moldavia e Israel fueron establecidas el 6 de junio de 1992. Israel reconoció a Moldavia el 25 de diciembre de 1991. Israel está representado en Moldavia a través de su embajada en Chisináu y Moldavia tiene una embajada en Tel Aviv y un consulado honorario en Haifa. Las relaciones entre ambos países han sido amistosas y están basadas en el apoyo mutuo. Una gran cantidad de esfuerzos, están enfocados en alcanzar acuerdos de cooperación en las áreas de economía, medicina, agricultura, social y problemas culturales. Aunque el volumen de intercambio es bajo, Larisa Miculet, embajadora de Moldavia en Israel ha declarado que hay un gran potencial para incrementar el comercio bilateral. Para empresarios e inversionistas israelíes, Moldavia es geopolíticamente estratégica porque se encuentra en el centro de Europa, su alta transparencia entre autoridades públicas e inversionistas extranjeros se debe a que han eliminado las barreras burocráticas que dificultaban las actividades empresariales. Hay varios sectores empresariales de cooperación entre Israel y Moldavia como el sector farmacéutico, energético, en las tecnologías de la información y softwares, en los electrónicos y equipos electrónicos, ingeniería energética, materiales de construcción, pero Moldavia ha aumentado las inversiones extranjeras de Israel en todos los segmentos de su economía.

### Noruega
Noruega fue uno de los primeros países en reconocer a Israel el 4 de febrero de 1949. Ambos países establecieron relaciones diplomáticas un año después. Israel tiene una embajada la cual sirve a Noruega e Islandia en Oslo. Noruega tiene una embajada en Tel Aviv y dos consulados honorarios (en Eilat y Haifa). Amigos de Israel en el Parlamento Noruego (en noruego Israels Venner på Stortinget) es un grupo pro-Israel que está en el parlamento de Noruega (Storting).

### Países Bajos
En 1947, los Países Bajos votaron a favor del establecimiento de Israel y establecieron relaciones diplomáticas en 1949. Israel tiene una embajada en La Haya y los Países Bajos tienen una embajada en Tel Aviv.

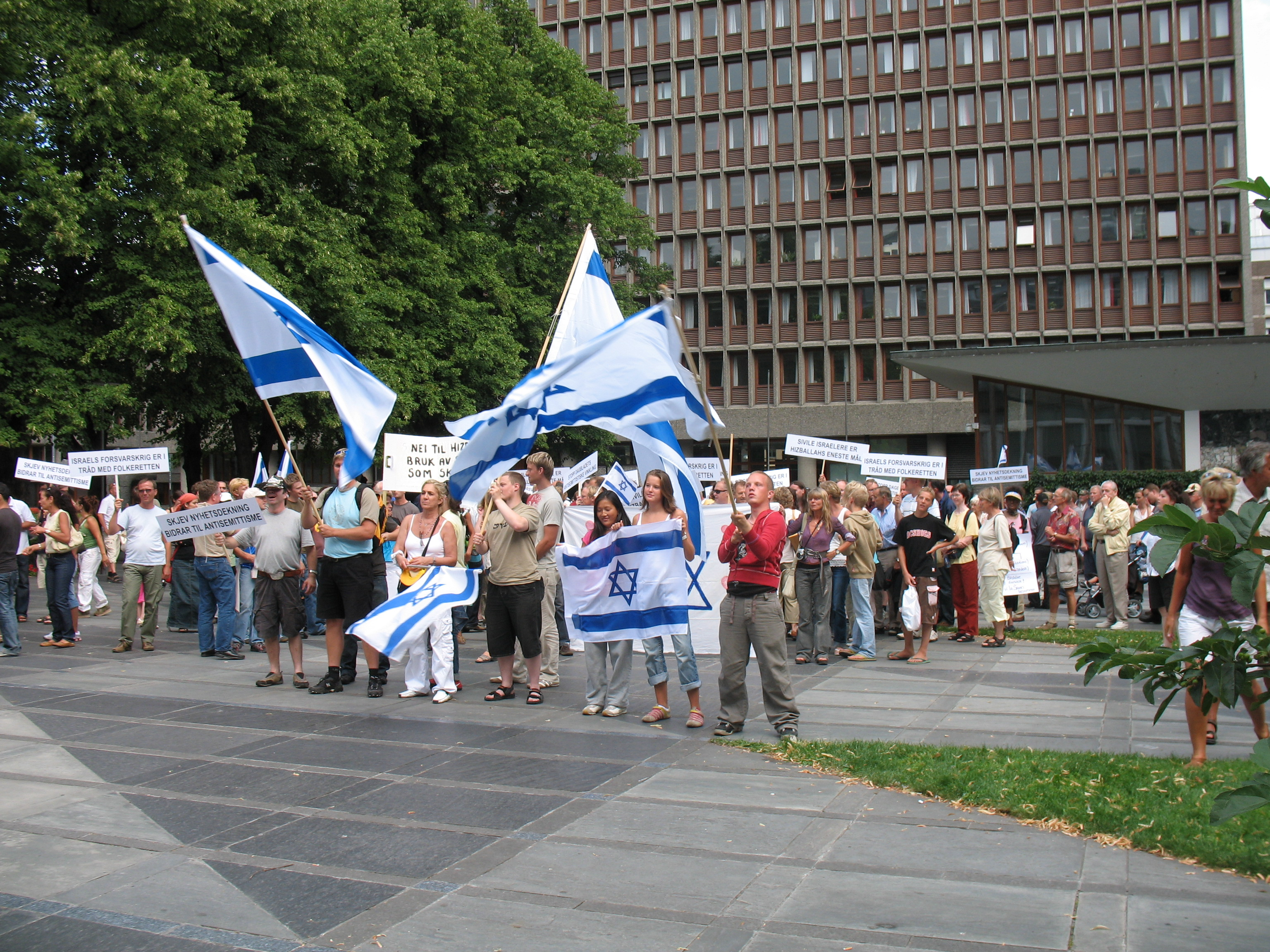
Con Israel por la Paz, Oslo.

### Polonia
Tras el rompimiento de relaciones diplomáticas después de la guerra de los Seis Días, Polonia fue el primer país del bloque del este en volver a reconocer a Israel en 1986. Las relaciones diplomáticas fueron establecidas en 1990, después de que República Popular Comunista de Polonia fuera modernizada, a una Polonia democrática.

### Portugal
Desde 1959 Israel y Portugal fueron representados por el Consulado General. Las relaciones diplomáticas con el gobierno portugués fueron establecidas el 12 de mayo de 1977, después de la revolución portuguesa de 1974.

### Reino Unido
Desde el reconocimiento de su independencia en 1948, el Reino Unido e Israel han compartido relaciones cordiales y estratégicas; las dos naciones comparten intereses en las áreas de cooperación política, inmigración (muchos judíos británicos migran a Israel) y comercio.[cita requerida]  Sin embargo, las relaciones entre los dos países comenzaron siendo hostiles. Durante la guerra árabe-israelí de 1948, Reino Unido detuvo a 8,000 judíos hombres en edad militar que estaban a punto de hacer aliyá hacia Israel pasando por Chipre, con el objetivo de no participar en la guerra. Reino Unido proporcionó armas a los estados árabes y estuvo a punto de declararle la guerra a Israel. Cuando Israel capturó en Néguev, al ministro de defensa británico comenzó a crear planes para una posible invasión a Israel. Diversos aviones británicos espiaron las posiciones israelíes y la guerra entre los dos países estuvo a punto de estallar, cuando cuatro aviones británicos fueron derribados por Israel. Sin embargo, los dos países empezaron a ablandar sus relaciones y comenzaron a comercializar de nuevo. En 1956, Israel invadió la península del Sinaí en acuerdo con Francia y el Reino Unido que invadieron Suez. A pesar de eso, las relaciones entre los británicos e israelíes se volvieron turbulentas en el verano del año 2006 cuando el primer ministro Tony Blair, junto con otros líderes europeos criticaron los ataques aéreos de las Fuerzas de Defensa israelí en contra de Hezbolá en Líbano, lo que provocó la muerte de mucho civiles. Durante la administración de David Cameron, las relaciones entre ambos países permanecían cercanas e incluso comenzaron a mejorar con el ascenso de la primera ministra Theresa May.

### República Checa
Israel y la República Checa comparten relaciones especiales. Checoslovaquia fue el único país en enviar ayuda a Israel en sus primeros años como país independiente.
En diciembre de 2008, la Fuerza Aérea de la República Checa quiso entrenar en condiciones de desierto para las misiones en Afganistán. Ningún país aceptó ayudarlos, excepto Israel quien vio una oportunidad de agradecer a la República Checa por entrenar pilotos israelíes durante el establecimiento de Israel.

### Rumania
Rumania e Israel establecieron relaciones diplomáticas el 11 de junio de 1948. Israel tiene una embajada en Bucarest. Rumania tiene una embajada en Tel Aviv y tres consulados honorarios (en Haifa, Jerusalén y Tel Aviv). Los dos países han firmado muchos tratados y acuerdos bilaterales y ambos son miembros de la Unión por el Mediterráneo y muchas otras organizaciones internacionales.

### Rusia y la Unión Soviética
La Unión Soviética votó a favor del plan de partición de Palestina de las Naciones Unidas en 1947, el cual sirvió como camino para la creación del Estado de Israel. El 17 de mayo de 1948, solo tres días después de la declaración de independencia de Israel, la Unión Soviética garantizó el reconocimiento legal del Estado de Israel, convirtiéndose en el segundo país en reconocer a Israel (solo después del reconocimiento de facto de Estados Unidos) y el primer país en reconocerlo legalmente. 

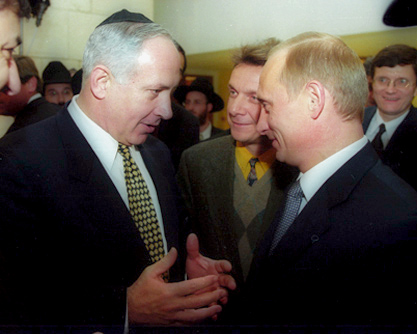
Benjamin Netanyahu y el presidente de Rusia Vladímir Putin en el año 2000.

La Unión Soviética y los demás estados comunistas del Este de Europa (con excepción de Rumania) rompieron relaciones diplomáticas con Israel durante la guerra de los Seis Días. Las relaciones fueron restablecidas en 1991, después de la disolución de la Unión Soviética, a pesar de que países árabes como Siria también mantenían relaciones cercanas con Rusia. Rusia también es conocido por proveer armas a Siria.
En septiembre de 2010, Israel y Rusia firmaron un acuerdo militar que "incrementaría la cooperación en el combate al terrorismo" y de proliferación de armas nucleares. El ministro de Defensa israelí Ehud Barak  se reunió con su homólogo ruso, Anatoly Serdyukov y el primer ministro Vladímir Putin, y firmó un acuerdo durante una ceremonia en Moscú. El ejército ruso planea comprar vehículos aéreos adicionales. Rusia previamente compró doce drones de la Israel Aerospace Industries después de la Guerra de Osetia del Sur.

### Santa Sede
Antes del establecimiento del Estado de Israel en 1948, la Santa Sede se opuso a las políticas sionistas y objetivos en Palestina. En 1947, durante las discusiones en las Naciones Unidas acerca del plan para la partición de Palestina, la Santa Sede apoyó la internacionalización de Jerusalén, con el objetivo de mantener el lugar sagrado fuera de la soberanía israelí o árabe. En octubre de 1948, mientras estaba en progreso la guerra árabe-israelí de 1948,  el Papa Pío XII, estaba profundamente desconcertado por el conflicto tan violento, por lo que emitió una encíclica En multiplicibus curis, en la que llamó a los pacificadores para ceder Jerusalén y darle un "carácter internacional" y asegurar – "con garantías internacionales"– la libertad de acceso y culto a los lugares sagrados repartidos por Palestina. En abril de 1949, publicó la encíclica Redemtoris nostri cruciatus, en la cual el Papa apelaba por justicia para los refugiados palestinos y repitió su llamado para el "carácter internacional" como la mejor forma de protección para los lugares sagrados.
En enero de 1964, el Papa Pablo VI visitó Israel, siendo la primera visita Papal al Estado judío.
Después de la guerra de los Seis Días, el Vaticano modificó su posición de los lugares sagrados.
En un discurso en el colegio de cardenales en diciembre de 1967, el Papa Pablo VI hizo un llamado para un "estatuto especial, garantizado internacionalmente" para Jerusalén y los lugares sagrados, cambiando su declaración anterior sobre la internacionalización de Jerusalén.
Las relaciones diplomáticas entre el gobierno de Israel y la Santa Sede fueron establecidas en 1994, después de la firma de un acuerdo entre la Santa Sede y el Estado de Israel, el 30 de diciembre de 1993. La Santa Sede, la cual es observador de las Naciones Unidas, es el único estado no-miembro de las Naciones Unidas que tiene relaciones diplomáticas con Israel, así como el único estado no-miembro de la ONU en reconocer a Israel. Un órgano importante en estas relaciones es la Comisión Bilateral Israel-Santa Sede establecida bajo el artículo 10 del acuerdo para resolver los problemas económicos entre las partes.
En el año 2000, el Papa Juan Pablo II vistió Israel, siguiendo con la visita del Papa Benedicto XVI (2009) y del Papa Francisco (2014). La comisión bilateral convocó el 30 de abril de 2009 y el 10 de diciembre de 2009.

### Serbia
Las relaciones diplomáticas entre Israel y Serbia, estado que perteneció a Yugoslavia, estuvieron suspendidas por 24 años, de 1967 hasta 1991, cuando fueron oficialmente restablecidas, al mismo tiempo que estaba llevándose el proceso de disolución de Yugoslavia. Las relaciones diplomáticas continuaron, cuando en abril de 1992, las dos países que quedaban de Yugoslavia, Serbia y Montenegro, formaron la República Federal de Yugoslavia (renombrado posteriormente Serbia y Montenegro en febrero de 2003). El 3 de junio de 2006, Montenegro y Serbia disolvieron la unión.

### Suecia
Suecia votó a favor del plan de partición de Palestina de las Naciones Unidas en 1947. Las relaciones entre Suecia e Israel fueron buenas durante los años de 1950 y 1960, Suecia expresó su apoyo a Israel durante la guerra de los Seis Días. Sin embargo, en 1969 Suecia se volvió más crítico hacia Israel. En octubre de 2014 Suecia oficialmente reconoció el Estado de Palestina, siendo el primer país de la Unión Europea y occidental en hacerlo.

### Suiza
El primer Congreso Sionista se realizó en Basilea en 1897, y 15 de 22 congresos tomaron lugar en Suiza. Antes del establecimiento del Estado de Israel, Suiza mantenía un consulado en Jerusalén y una agencia consular en Tel Aviv. Suiza reconoció al nuevo estado en 1949 y abrió un consulado en Tel Aviv que fue elevado a embajada en 1958. La comunidad suiza en Israel es la más grande en la región asiática, teniendo un total de 12,000 personas. 

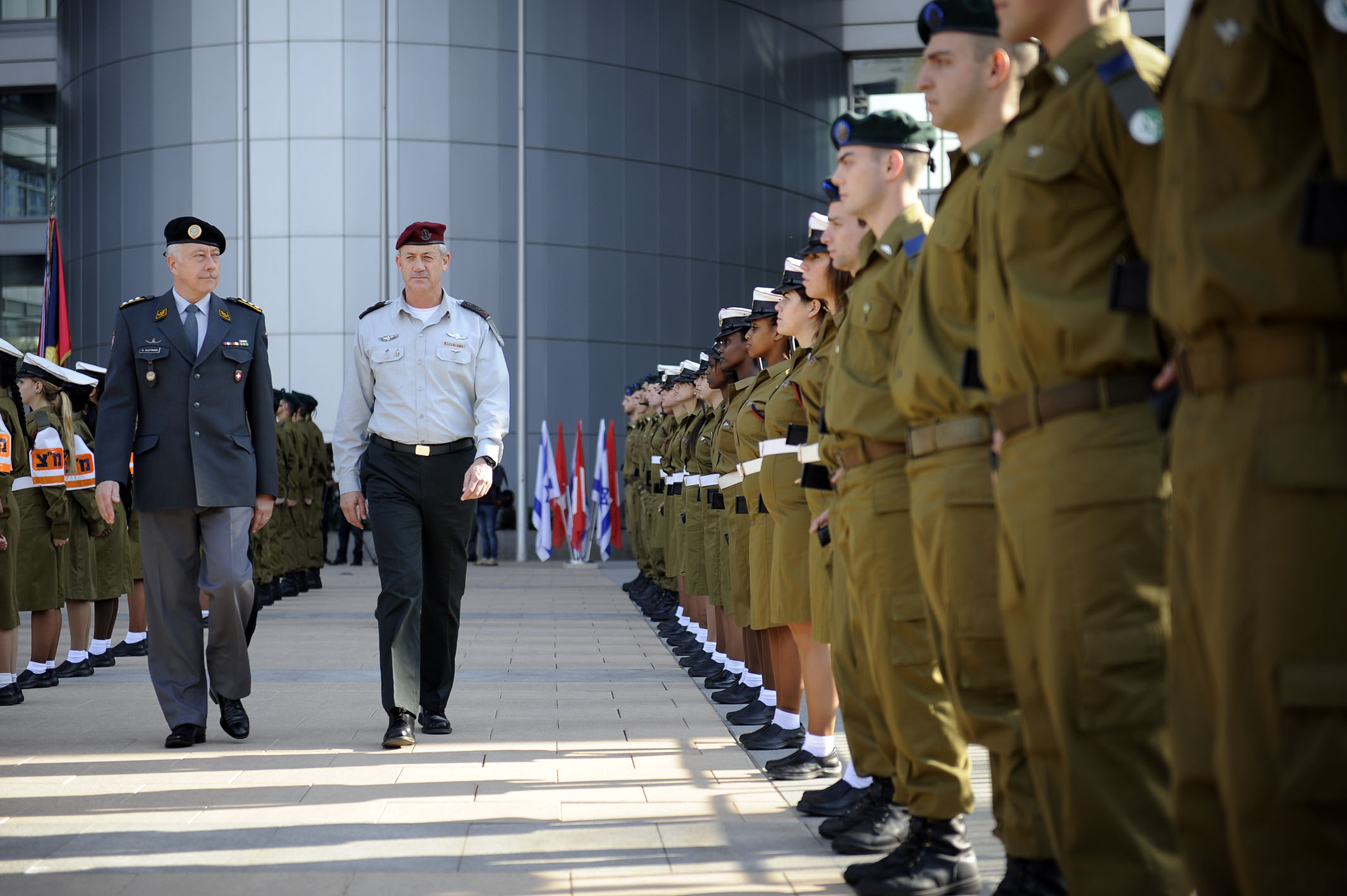
El Jefe de las Fuerzas Armadas Suizas, André Blattmann, visitando Israel como invitado de Ramatcal, Benny Gantz, 27 de noviembre de 2011.

Después del incremento del conflicto en el Medio Oriente, Suiza detuvo la venta de armas y cooperación militar con Israel de los años 2002 a 2005. Desde 2004, ha habido un diálogo político regular entre Suiza e Israel.
Suiza ha representado los intereses de Israel en muchos países (Hungría (1967–1989), Guinea (1967–1973), Sri Lanka (1970–1976), Madagascar (1973–1994), Liberia (1973–1983) y Ghana (1973–2002)). Por el otro lado, también ha representado los intereses de Irán (1958–1987) y Costa de Marfil (1973–1986) en Israel. También presionó de manera exitosa para la inclusión de Magen David Adom en la Cruz roja y en el Movimiento de la Media Luna Roja.
En abril de 2009, Israel llamó a su embajador para consultarlo debido a los eventos que ocurrieron en la Conferencia Antirracismo de las Naciones Unidas en Ginebra, Suiza. Las autoridades de Israel, se molestaron por una reunión con el presidente suizo Hans-Rudolf Merz y el presidente de Irán, donde llamaron a su embajador en Suiza Ilan Elgar "para consultas" en medio de la controversia sobre la Conferencia Antirracismo que se celebró en Ginebra.

### Ucrania
Ucrania e Israel establecieron relaciones diplomáticas el 26 de diciembre de 1991. Israel tiene una embajada en Kiev. Ucrania tiene una embajada en Tel Aviv y un consulado general en Haifa. En julio de 2010 los ministros de relaciones exteriores de ambos países firmaron un acuerdo donde no pedirían visa entre Ucrania e Israel. Esto entró en vigor el 9 de febrero de 2011, y desde entonces ucranianos e israelíes pueden entrar al territorio, viajar a través o quedarse en Ucrania o Israel, sin necesidad de obtener una visa por 90 días dentro de un periodo de 180 días.

## América del Norte

### Canadá
Las relaciones entre Canadá e Israel comenzaron en 1947, cuando Canadá fue representante del Comité especial de las Naciones Unidas en Palestina. Canadá fue uno de los 33 países (incluyendo solamente 4 miembros del Commonwealth) que votaron a favor del plan de partición de Palestina en 1947 y que tuvo como consecuencia la creación del Estado de Israel, de esta manera comenzaría una larga relación con el Estado Judío basada en el compromiso de valores democráticos comunes, el entendimiento y respeto mutuo.

### Costa Rica
Costa Rica fue uno de los primeros países en votar a favor del establecimiento del Estado de Israel. Mantuvieron su embajada en Jerusalén hasta agosto del año 2006, puesto que fue restablecida en Tel Aviv para reforzar sus lazos con el mundo árabe. En diciembre de 2011, Rodrigo Carreras se convirtió en el embajador de Costa Rica en Israel por segunda vez, después de su primer trabajo como embajador en la década de los años 1980's. El padre de Carreras, Benjamín Nunez también fue embajador en Israel.

### Cuba
Cuba mandó tropas para pelear en contra de Israel durante la guerra de Desgaste. Cuba también unió fuerzas expedicionarias durante la guerra de Yom Kipur en 1973, y rompió relaciones con Israel el mismo año.  

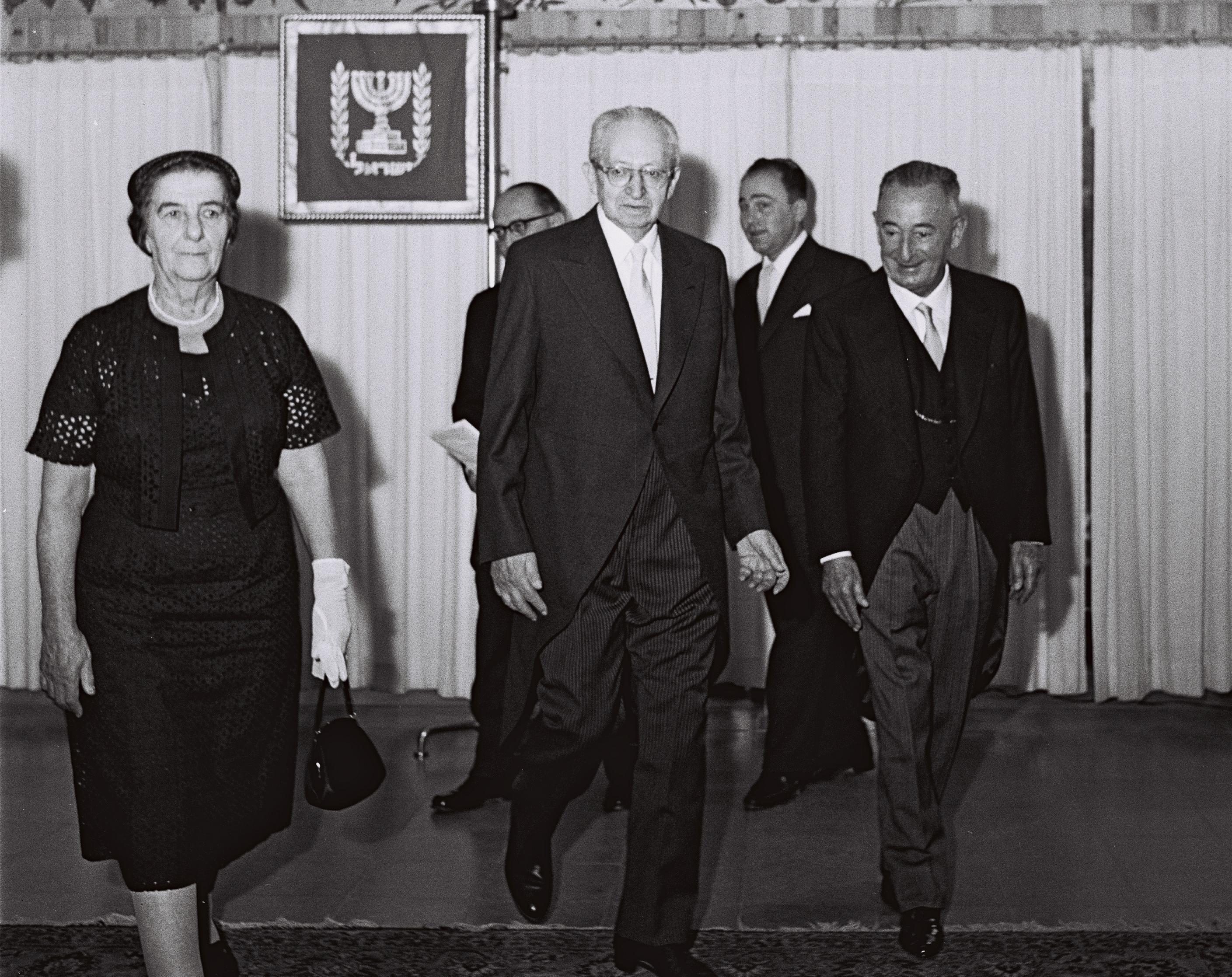
Embajador cubano de Israel con Golda Meir, 1960.

Como enemigo de Cuba, Estados Unidos y es el aliado más cercado de Israel. Israel fue el único país en el mundo que estuvo de acuerdo abiertamente en el bloqueo económico en contra de Cuba.
En el año 2010, Fidel Castro, quien no dirige más el gobierno cubano, declaró que él creía en el derecho que Israel tiene de existir, lo cual fue un cambio de política en su régimen. Los últimos reportes en los años 2011 y 2012 indican que La Habana y Jerusalén discutieron el intercambio de relaciones diplomáticas pero Israel detuvo la idea después de que representantes israelíes compartieran la información con el Congreso de Estados Unidos.[cita requerida]

### Estados Unidos

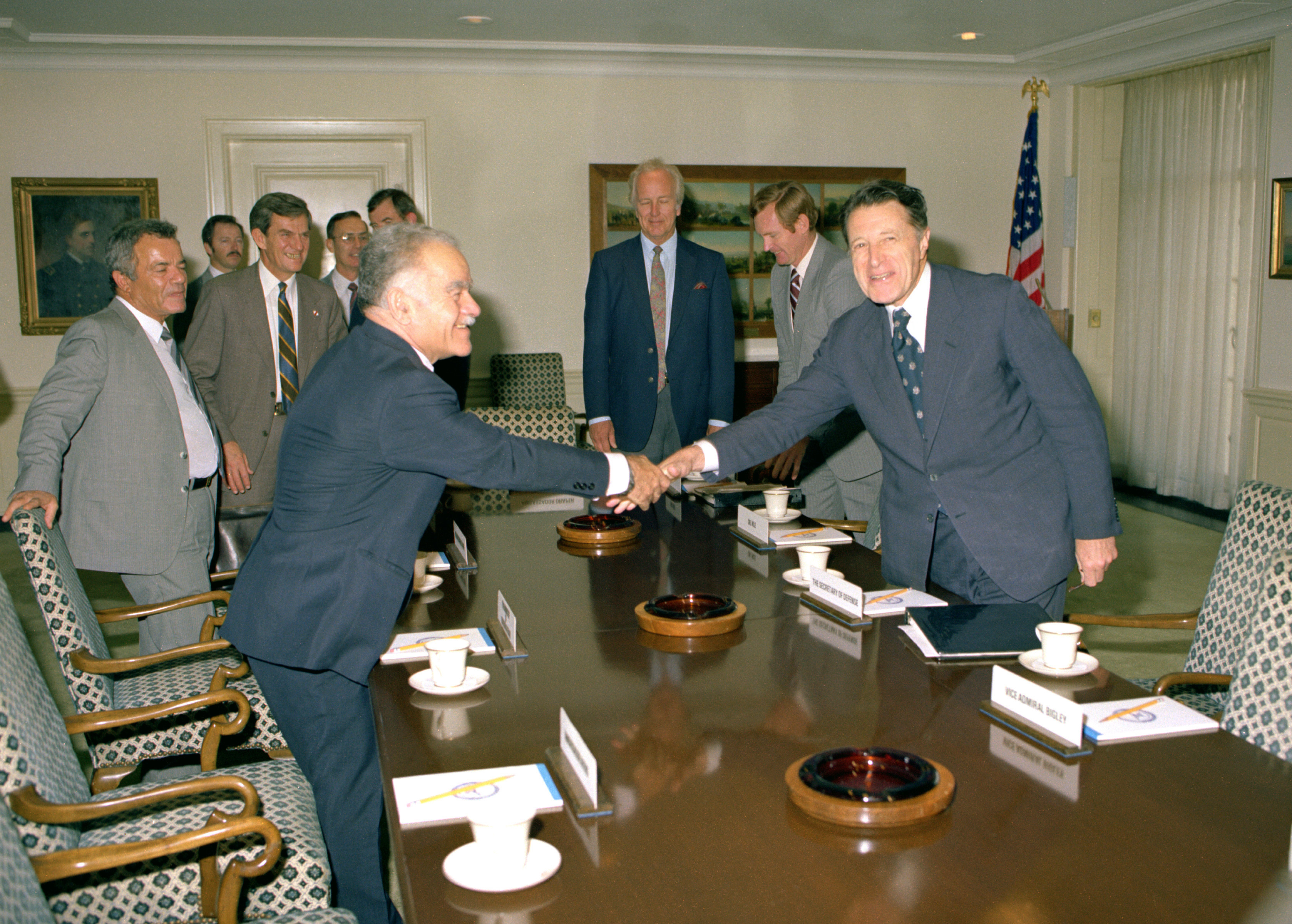
Yitzhak Shamir con el Secretario de Defensa estadounidense Caspar Weinberger, 1982.

Las relaciones entre Israel y Estados Unidos se han desenvuelto bajo una política de simpatía y han apoyado la creación del Estado judío en 1948 (fue el primer país en reconocer el establecimiento de Israel) lo que es una asociación un tanto inusual, pues trata de haber un balance competitivo en los intereses de la región del Medio Oriente. Estados Unidos considera a Israel como el aliado más poderoso y participativo, fue sede del desfile de Israel en la Ciudad de Nueva York. De los años de 1948 a 2012, Estados Unidos proporcionó ayuda monetaria a Israel, aproximadamente $233.7 billones de dólares. Adicionalmente, Estados Unidos le ha dado a Israel garantías de préstamos por $19 billones de dólares.
Estados Unidos es el socio económico más grande de Israel, representando un 22.4% de las importaciones de Israel que se traduce a 43.19 billones de dólares, y 42.1% de las exportaciones de Israel, valuadas en 40.14 billones de dólares anuales (2005). Estados Unidos también le proporcionó a Israel 2.4 billones de dólares en asistencia militar anualmente, lo que es el equivalente al 24.5% de los gasto militares de Israel (2005).

### Haití

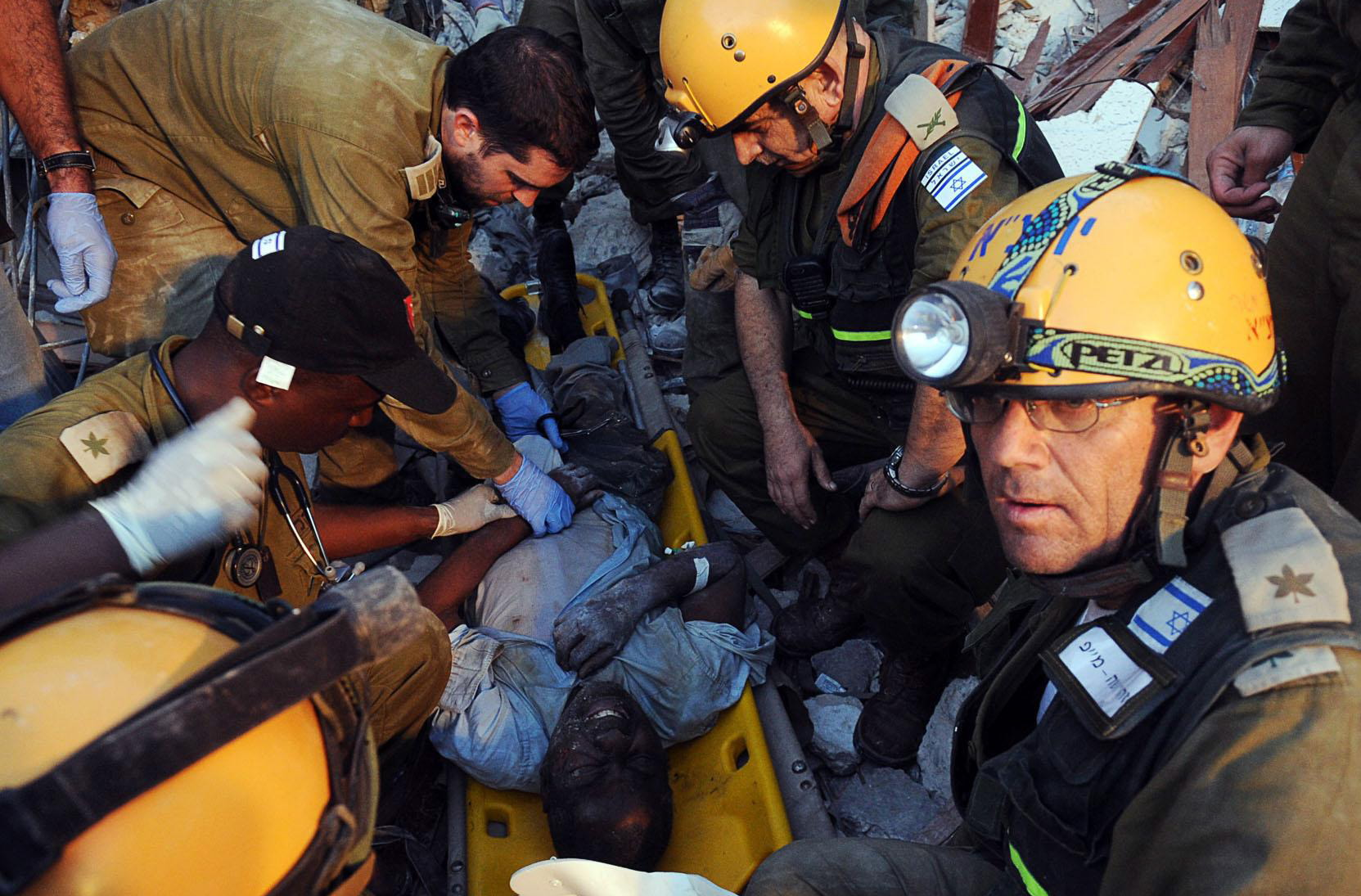
Trabajadores de rescate israelíes en Haití.

Haití e Israel mantienen buenas relaciones diplomáticas. En 1947, Haití votó a favor del plan de partición de Palestina de las Naciones Unidas, y por lo tanto estuvo a favor de la creación del Estado de Israel. Israel fue de los primeros países en enviar ayuda humanitaria a Haití después del devastador terremoto del año 2010.

### México
México e Israel tienen relaciones diplomáticas desde el año de 1950. Con el paso del tiempo, han mantenido relaciones cercanas el uno con el otro. En el año 2010, un acuerdo de libre comercio fue firmado entre las dos naciones. México también le ha comprado armas a Israel y es uno de los aliados más cercanos que Israel tiene en América.

### Nicaragua
1974–1978: Israel vendió armas al régimen de Somoza.
El 1 de junio de 2010, Nicaragua suspendió sus relaciones diplomáticas con Israel en respuesta al ataque a la flotilla de Gaza. Las relaciones se restablecieron en marzo de 2017. Nicaragua nuevamente las rompió en octubre de 2024 debido a las guerras de Israel contra Gaza y Líbano.

### Panamá
Panamá formalmente reconoció al Estado de Israel el 18 de junio de 1948.
El primer intercambio de ambos países fue en el año de 1960.
Panamá votó con Israel en contra de la resolución de las Naciones Unidas 67/19,  así como la resolución de la ONU 70/70, y en el año 2012 tuvo una coincidencia de voto del 30% con Israel.

## Oceanía

### Australia
Australia es uno de los cuatro países del Commonwealth que votó a favor del plan de partición de Palestina en1947. Australia e Israel establecieron relaciones diplomáticas en enero de 1949.  Australia tiene una embajada en Tel Aviv y por su parte Israel tiene su embajada Canberra. En mayo de 2010, el gobierno australiano expulsó a un diplomático israelí, por el mal uso de pasaportes australianos durante el asesinato de Mahnoud Al-Mabhouh, debido a eso el ministro de Relaciones Exteriores Stephen Smith, dijo que eso "no era un acto de un amigo".

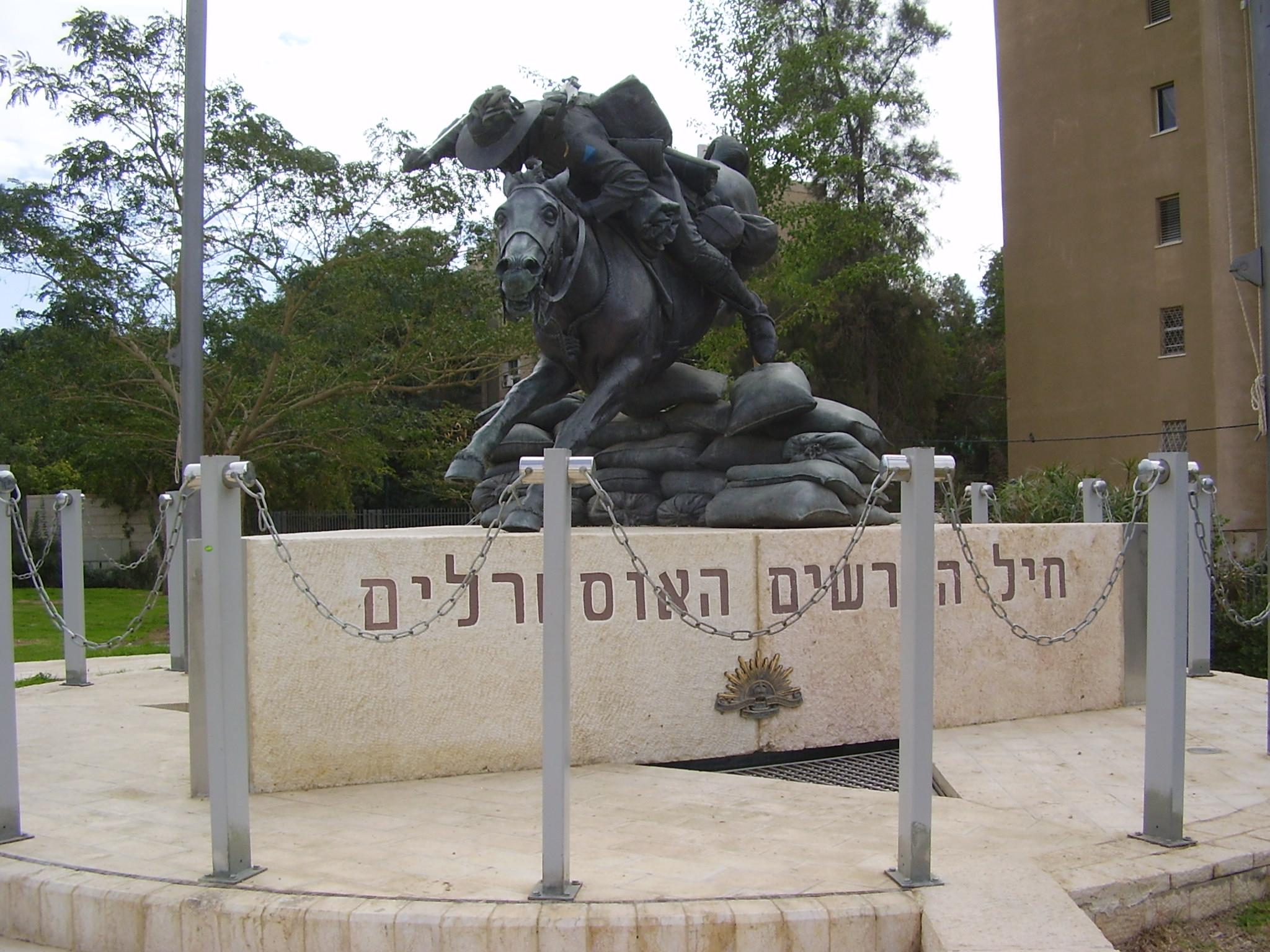
Monumento Australian Light Horse en el parque Australian Soldier, en Beersheba, Australia.

### Islas Marshall
Las Islas Marshall es uno de los más consistentes partidarios de los asuntos internacionales de Israel, así como Estados Unidos, Micronesia y Palaos. Las Islas Marshall es un país que tiene libre asociación con Estados Unidos, y también votó a favor del establecimiento de Israel como Estados Unidos.

### Micronesia
Los Estado Federados de Micronesia siempre ha sido partidario de Israel. A través de la historia de la Asamblea General de las Naciones Unidas, ha habido una gran cantidad de países que están en contra de Israel. Estados Unidos votó a favor de Israel y en los años siguientes, una que otra nación se ha unido a la defensa de Israel – Micronesia.
Los objetivos de la política exterior de Micronesia están ligados principalmente a alcanzar un desarrollo económico y proteger su medio ambiente marino. Israel fue uno de los primeros países en darle la bienvenida a la familia de la naciones a Micronesia, incluso antes de que se convirtiera en miembro de las Naciones Unidas. De acuerdo con el embajador de Micronesia ante la ONU, el país desde sus inicios ha buscado acercar sus relaciones bilaterales con Israel en áreas como agricultura, entrenamiento tecnológico y salud. Israel ayudó a Micronesia en sus primeros años de desarrollo. Un diplomático de Micronesia dijo: "necesitamos la experiencia de Israel, por lo que no vamos a cambiar nuestra política".
En enero de 2010, el presidente de la Federación de Estados de Micronesia Emanuel Mori, y el presidente de la República de Nauru, Marcus Stephen, junto con sus ministros de relaciones exteriores, visitaron Israel con el fin de expandir sus relaciones en materia de salud, energía solar, conservación de agua, tecnologías sustentable y otras áreas donde Israel puede proporcionar experiencia. Ellos se reunieron con líderes israelíes incluyendo el primer ministro Benjamín Netanyahu, el presidente Shimon Peres y el ministro de Relaciones Exteriores Avigdor Lieberman.

### Nauru
Israel y la República de Nauru establecieron relaciones diplomáticas en el año 2013, con colaboración de varios sujetos. Israel representa al embajador no residente de Nauru, Nauru por otro lado representa al cónsul general y a los medios de comunicación israelíes, David Ben-Bassat. Nauru, al igual que otras islas del Pacífico como las Islas Marshall, Micronesia y Palaos, es un consistente partidario de Israel en diferentes organizaciones internacionales, incluyendo las Naciones Unidas.

### Nueva Zelanda
Nueva Zelanda fue uno de los cuatro países pertenecientes al Commonwealth en votar a favor del plan de las Naciones Unidas para la partición de Palestina . Desde entonces, la mayoría de los gobiernos de Nueva Zelanda han apoyado a Israel. Después de 53 años de relaciones diplomáticas, la embajada de Israel en Wellington cerró en el año 2004 debido a que el Ministerio de Relaciones Exteriores de Israel recortó $5.4 millones de dólares en dicha embajada. Se especulaba que el comercio con los países árabes era un factor importante. En junio de 2004, el gobierno de Nueva Zelanda criticó las políticas de Israel sobre el derribo de casas palestinas y donó  $534,000 dólares para ayudar a la gente sin hogar en Palestina. Durante una época hubo cuatro misiones o agencias diplomáticas en el Pacífico sur en Canberra, Sídney, Wellington y Suva en Fiyi. Después del cierre, solamente la de Canberra siguió abierta, siendo la responsable de las relaciones entre Israel y Nueva Zelanda. En el año 2009, el Ministerio de Relaciones Exteriores de Israel anunció que reabriría su embajada en Wellington.
A mediados del año 2004, dos agentes israelíes pertenecientes a la Mossad fueron encarcelados durante tres meses y tuvieron que pagar una multa de $35,000 dólares por tratar de obtener pasaportes falsos de Nueva Zelanda. Los niveles turísticos entre ambos países bajaron significativamente e Israel comenzó a pedirles visa a los ciudadanos de Nueva Zelanda, posteriormente una visita a Nueva Zelanda por parte del presidente de Israel Moshé Katsav fue cancelada. Después de más de un año, Israel se disculpó y la primera ministra de Nueva Zelanda Helen Clark anunció que era tiempo de reanudar las relaciones amistosas con Israel.

### Palaos
Palaos es uno de los países que más apoya a Israel, tanto en las Naciones Unidas y como en otras organizaciones internacionales, junto con Estados Unidos, Micronesia y las Islas Marshall. En el año 2006, Palaos tuvo el porcentaje más alto de votos similares con Israel en las Naciones Unidas.

### Tuvalu
Israel tiene una embajada no-residente de Tuvalu en Jerusalén y Tuvalu votó junto con Israel en contra de la resolución de la ONU que apoyaba la soberanía de Palestina.

## América del Sur

### Argentina
En el año de 1992, tres diplomáticos israelíes murieron a causa de la explosión de una bomba en la embajada de Israel en Argentina, el incidente dejó 29 muertos y 240 heridos. Dos años después, otra explosión tuvo lugar en la AMIA, un centro comunitario de judíos en Buenos Aires, en el cual murieron 85 personas y 300 resultaron heridas. La investigación nunca se terminó. Néstor Kirchner  llamó a esto como una desgracia nacional, y reabrió la investigación. 

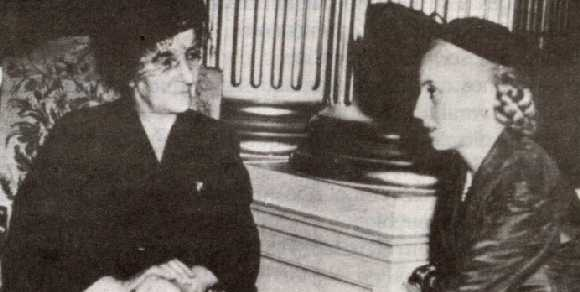
Golda Meir y Eva Perón.

### Bolivia
En enero del año 2009, Bolivia limitó sus relaciones exteriores con Israel debido a los ataques a la Franja de Gaza por parte de Israel. El Presidente de Bolivia Evo Morales reportó que prometió llevar a Israel a las cortes internacionales por los crímenes cometidos en Gaza. Bolivia, originalmente tenía una política de visa libre a los ciudadanos israelíes. Sin embargo, como resultado de una operación militar israelí en Gaza en el año 2014, el gobierno de Bolivia se opuso, y el presidente Evo Morales declaró a Israel como "estado terrorista" y ahora su gobierno le pide visa a los ciudadanos israelíes que quieran visitar Bolivia.

El 31 de octubre de 2023, mediante discurso de la ministra de la presidencia  María Nela Prada, anunció romper relaciones con Israel, por el conflicto en la franja de gaza.

### Brasil
Brasil jugó un importante papel en el establecimiento del Estado de Israel. Brasil ocupó la oficina presidencial en la Asamblea General de las Naciones Unidas en 1947, en el cual proclamaron el plan para la partición de Palestina. La delegación de Brasil en las Naciones Unidas apoyó fuertemente la partición de Palestina para la creación del Estado de Israel. Brasil también fue uno de los primeros países en reconocer al Estado de Israel, el 7 de febrero de 1949, menos de un año de la declaración de independencia de Israel. 

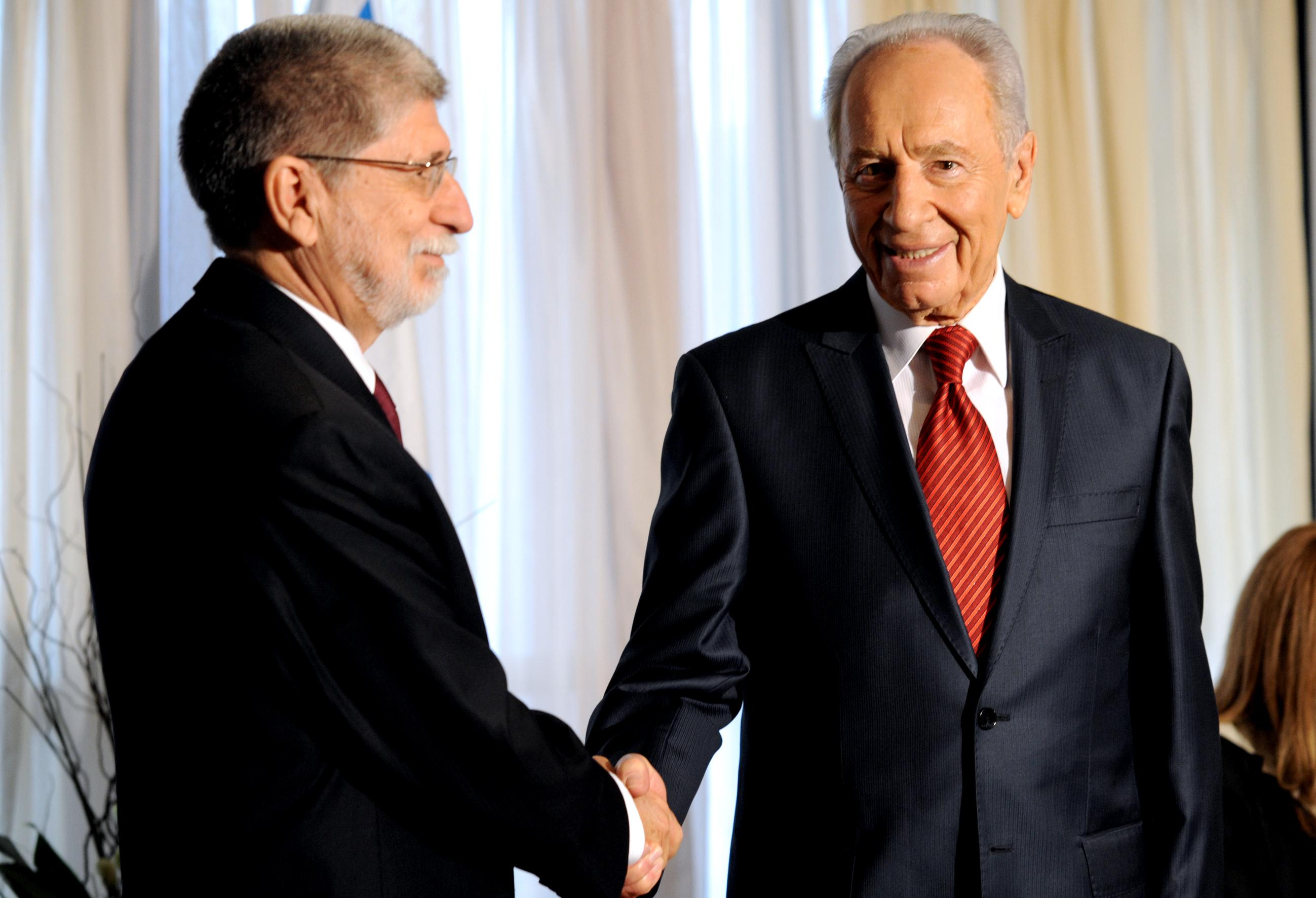
Shimon Peres y el ministro de Relaciones Exteriores de Brasil, Celso Amorim.

Actualmente, Brasil e Israel mantienen relaciones cercanas en términos políticos, económicos y militares. Brasil es miembro del Congreso de Aliados de Israel, una organización política que moviliza a los gobiernos alrededor del mundo para que estén a favor de Israel. Los dos países disfrutan un alto nivel de cooperación en armas, así como Brasil es un comprador clave de armas y tecnología militar de Israel. De igual manera, Brasil es el socio económico más grande de Israel en la región de América Latina. Israel tiene una embajada en Brasilia y un consulado general en São Paulo y Brasil tiene una embajada en Tel Aviv y un consulado honorario en Haifa. Hubo una pequeña disputa entre ambos gobiernos por la negación del nuevo embajador israelí en Brasil, debido a sus lazos con Cisjordania.
Brasil ocupa el lugar número 9 en comunidades judías en el mundo, cerca de 107,329 judíos habitaban el país latinoamericano en el año 2010, de acuerdo con el censo de IBGE. La Confederación Brasileña de judíos estima que son más de 120,000.

### Chile
Chile reconoció la independencia del Estado de Israel en febrero de 1949. Israel mandó a su primer embajador a Chile en mayo de 1950, y Chile mandó su primer embajador a Israel en junio de 1952. La primera ministra de Israel Golda Meir, visitó Chile durante su mandato. En marzo del año 2005, el ministro de Relaciones Exteriores de Chile, Ignacio Walker hizo una visita oficial a Israel. La Iglesia Evangélica De Chile ha sido un fuerte aliado de Israel en la nación, diferentes personalidades de la política nacional han mostrado su apoyo a la nación hebrea. Las oficinas de los agregados militar, naval y de defensa y aérea, como parte de la Embajada chilena en Israel, buscan mantener y aumentar los vínculos con las Fuerzas de Defensa israelíes "a fin de posibilitar el conocimiento, capacitación, entrenamiento e intercambio de experiencias, en las diferentes áreas de la defensa nacional de interés de cada institución" y aumentar "los vínculos castrenses y de la Defensa con el Ministerio de Defensa de Israel, con el propósito de cumplir la Política Exterior y de Defensa de Chile".
Tras el terremoto de 1960 en Chile, el Gobierno israelí ofreció suministros y equipamiento médicos. Luego del terremoto de 2010, el Gobierno israelí lanzó un comunicado donde envió sus condolencias a las familias de las víctimas y expresó su apoyo a todos los ciudadanos de Chile, además de ofrecer ayuda médica y de ingeniería a Chile.

### Colombia
Colombia e Israel establecieron relaciones diplomáticas a mediados de la década de los años 1950, Colombia ha comprado aviones, drones, armas y sistemas de inteligencia a Israel. Una compañía israelí, Global CS ganó un contrato de $10 millones de dólares en Colombia.
El 1 de mayo de 2024, el presidente colombiano, Gustavo Petro, anunciaba a través de un comunicado de prensa que rompería relaciones diplomáticas con Israel, si bien manteniendo las relaciones comerciales y consulares. El anuncio se consumaba con la salida del país del embajador de Israel en Colombia, Gali Dagan, en el mes de junio, después de que la embajadora de Colombia en Tel Aviv, Margarita Manjarrez, que había sido llamada a consultas el 31 de octubre de 2023, ya no regresara al territorio israelí.

Lamentablemente, ni los llamados de Colombia ni de la comunidad internacional han sido escuchados y por el contrario, lo único que ha recibido el país y el presidente Gustavo Petro han sido insultos, acusaciones tergiversadas de antisemitismo y actos inamistosos por parte del gobierno de Israel y sus representantes. Colombia no puede ser cómplice ni guardar silencio manteniendo relaciones diplomáticas con un gobierno que se comporta de esa manera y enfrenta tan graves acusaciones de la comisión de un genocidio, crímenes de guerra y violaciones al Derecho internacional Humanitario.

### Ecuador
Ambos países han mantenido lazos amistosos históricos. Tras los Estados Unidos y la Unión Soviética, Ecuador fue el tercer miembro de la ONU en reconocer al Estado de Israel. El contacto en los ámbitos educativo, militar y agrícola ha sido constante. En la guerra del Cenepa (1995), Israel fue uno de los proveedores de armamento más importantes del Ecuador, destacándose los aviones supersónicos Kfir. Ecuador cuenta con un diplomático (Manuel Muñoz Borrero) en la lista de Justos entre las Naciones. Sin embargo, en 1982 un atentado de bomba se registró en la puerta de la embajada de Israel en Quito, dejando como saldo un muerto.

### Perú
Israel y Perú establecieron relaciones diplomáticas en 1957. En el año de 1998 los dos países comenzaron pláticas para establecer un acuerdo de libre comercio. Israel mandó un equipo médico y de rescate para ayudar a Perú después de los terremotos de 1970, 2005 y 2007. En 2001, Eliane Karp, una persona proveniente de Israel se convirtió en la primera dama de Perú.

### Uruguay
Israel tiene una embajada en Montevideo. Uruguay tiene una embajada en Tel Aviv y dos consulados honorarios en Asdod y Haifa. Uruguay fue una de las primeras naciones en reconocer al Estado independiente de Israel.

### Venezuela
Las relaciones entre Israel y Venezuela eran fuertes, pero se comenzaron a debilitar bajo la presidencia de Hugo Chávez en Venezuela. La población judía en Venezuela estaba compuesta por aproximadamente 45,000, personas pero ahora está debajo de las 15,000, esto como resultado de una gran inestabilidad en el país, de acuerdo con el Insitutio Israelí Stephen Roth. Diversas organizaciones judías y medios de comunicación como The Miami Herald y Jewish Times reportaron una gran cantidad de emigrantes judíos durante la administración de Chávez. Como resultado del conflicto de 2006, en la Franja de Gaza, Venezuela retiró a su embajador de Israel. La embajada como tal permanece abierta y con operaciones.  Después de los ataques israelíes en Gaza en diciembre de 2008 y enero de 2009, Venezuela rompió sus relaciones diplomáticas con Israel. El presidente de Venezuela, Hugo Chávez calificó al ataque como "genocida" e instó al primer ministro Ehud Ólmert para que fuera juzgado por crímenes de guerra.

## Ayuda internacional israelí
Mashav es la organización israelí de cooperación internacional para el desarrollo, y forma parte del Ministerio de Relaciones Exteriores de Israel. Mashav es la organización responsable del diseño, la coordinación y la puesta en marcha de los programas de desarrollo y cooperación internacional israelíes en todo el mundo, especialmente en los países en vías de desarrollo.
Israel ha proporcionado asistencia humanitaria a países en desarrollo en Asia, África, América del Sur, Oceanía y Europa central a través de las actividades de Mashav, el Centro de Cooperación Internacional Israelí, creado en 1958, con el objetivo de dar a países desarrollados conocimiento, herramientas y experiencia que Israel ha ganado durante su propio desarrollo y su habilidad de "hacer florecer el desierto". Este centro entrena a participantes de aproximadamente 140 países en salud, así como medicina de emergencia y de desastre, de igual manera ha participado en docenas de proyectos alrededor del mundo, tanto en áreas económicas como en áreas de agricultura, educación, desarrollo, empleo y salud, así como el área humanitaria como ayuda en desastres naturales, reconstrucción y refugio.
En la década de 1970's, Israel amplió su agenda de ayuda, mediante la concesión de refugio a los refugiados y extranjeros en peligro de todo el mundo. Desde la década de los años 1980's, Israel también ha proporcionado ayuda humanitaria a los lugares afectados por desastres naturales y ataques terroristas. En 1995, el Ministerio de Relaciones Exteriores de Israel y las Fuerzas de Defensa de Israel establecieron una unidad permanente de ayuda humanitaria y de emergencia, los cuales han llevado a cabo operaciones alrededor del mundo. De igual manera, ha proporcionado suministros humanitarios, Israel ha mandado equipo de rescate y personal médico, así como hospitales móviles en zonas afectadas por desastres en todo el mundo.